# Svenska försvarsmaktens organisation 1989
Denna artikel visar hur den svenska Försvarsmaktens struktur och organisation såg ut 1989. Både i freds- och krigstid leddes det militära försvaret av sex militärområden. Militärområdena och dess struktur hittas i respektive artikel listad under militärområde. Organisationen hade fastställts genom försvarsbeslutet 1987, vilken året därpå, 1988, visade sig underfinansierad. Organisationen kom med det att revideras genom försvarsutredning 1988, där det fastslogs att en ny reducerad organisation skulle börja gälla den 1 juli 1992.

## Försvarsstaben
Försvarsstaben var överbefälhavarens ledningsorgan i fred, och ledde de tre försvarsgrenarna Arméstaben, Flygstaben, Marinstaben och Hemvärnet. Försvarsstaben ledde även militärområdena och ett antal skolor och samt logistikenheter.
- Försvarsstaben (Fst), Stockholms garnison
  - Arméstaben (AS), Stockholms garnison
  - Flygstaben (FS), Stockholms garnison
  - Marinstaben (MS), Stockholms garnison
  - Övre Norrlands militärområde (Milo ÖN), Bodens garnison
  - Nedre Norrlands militärområde (Milo NN), Östersunds garnison
  - Bergslagens militärområde (Milo B), Karlstads garnison
  - Västra militärområdet (Milo V), Skövde garnison
  - Södra militärområdet (Milo S), Kristianstads garnison
  - Östra militärområdet (Milo Ö), Strängnäs garnison
  - Underrättelse- och säkerhetsledningen (USL), Stockholms garnison
  - Underrättelse- och säkerhetskontoret (USK), Stockholms garnison
  - Totalförsvarets skyddsskola (SkyddS), Kungsängens garnison
  - Försvarets FN-skola (FNS), Almnäs garnison, Södertälje
  - Försvarshögskolan (FHS), Stockholms garnison
  - Krigsskolan Karlberg (KS), Stockholms garnison

### Militärområden
Det svenska militära försvaret var starkt decentraliserat, och bestod i freds- och krigstid av sex militärområden (dagligt kallade för Milo), vilka var det högsta ledningsorganet under försvarsstaben. Militärområdena var i sin tur uppdelade på Försvarsområden (dagligt kallade för Fo).
Militärområdena leddes av en Militärbefälhavare (MB), som hade det samlade ansvaret för den operativa ledningen av samtliga stridskrafter inom respektive militärområde. Utöver den territoriella och operativa ledningen av militärområdet, ledde militärbefälhavaren arméförbandens utbildning och biträdes av en ställföreträdande, som var krigsplacerad som fördelningschef. Militärbefälhavaren ledde befälhavarna för försvarsområdena, vilka benämndes som Försvarsområdesbefälhavare (Fobef). Försvarsområdesbefälhavaren ledde i sin tur det territoriella försvaret av försvarsområdet. Försvaret av försvarsområdet bestod av lokalförsvarsstyrkor, mixade av hemvärn, infanteri, ingenjör- och luftvärnsförband samt lätt artilleri. Till skillnad från Militärområdena förvaltades försvarsområdena i fredstid av ett försvarsområdesregemente. Försvarsområdesregementet var i regel ett brigadproducerande regemente, som hade det samlade mobiliseringsansvaret inom försvarsområdet.
På Gotland, i Skåne, på Västkusten och i Norrbotten gjordes vissa avsteg från den principiella organisation, det vill säga att ett försvarsområdesregemente, som satte upp en brigad, tilldelades det samlade mobiliseringsansvaret inom försvarsområdet.
- Fo 14 – Kristianstads försvarsområde, leddes av Norra skånska regementet, men vilka delade mobiliseringsansvar med Skånska dragonregementet.
- Fo 42 – Gotlands försvarsområde var en del av Gotlands militärkommando, vars uppgift var att operativt leda försvaret av Gotland.
- Fo 32 – Göteborgs och Bohus försvarsområde leddes av Västkustens marinkommando, men där Bohusläns regemente (I 17) hade eget mobiliseringsansvar.
- Fo 63 – Bodens försvarsområde leddes av Bodens artilleriregemente (A 8), men där Norrbottens regemente (I 19) hade eget mobiliseringsansvar. Vidare var fredsorganisationen vid försvarsområdesstaben delvis krigsorganiserad.
- Fo 66 – Kiruna försvarsområde leddes av Lapplands jägarregemente, där försvarsområdesstaben i fred delvis var krigsorganiserad.
- Fo 67 – Kalix försvarsområde var ett självständig enhet, där försvarsområdesstaben i fred delvis var krigsorganiserad.

År 1989 var följande militärområden samt deras underställda försvarsområden organiserade. 
- Försvarsstaben, Stockholms garnison
  - Övre Norrlands militärområde (Milo ÖN), i Bodens garnison, täckte geografiskt Västerbottens län och Norrbottens län.
    - Fo 61 – Västerbottens försvarsområde, i Umeå garnison, administrerades av Västerbottens regemente (I 20).
    - Fo 63 – Bodens försvarsområde, i Bodens garnison, administrerades av Bodens artilleriregemente (A 8), täckte Bodens kommun, Älvsbyns kommun, Luleå kommun, Piteå kommun, Jokkmokks kommun, Arjeplogs kommun och Arvidsjaurs kommun.
    - Fo 66 – Kiruna försvarsområde, i Kiruna, administrerades av Lapplands jägarregemente (I 22), täckte Kiruna kommun, Pajala kommun och Gällivare kommun.
    - Fo 67 – Kalix försvarsområde, i Kalix, täckte Kalix kommun, Överkalix kommun, Övertorneå kommun och Haparanda kommun

- - Nedre Norrlands militärområde (Milo NN), i Östersunds garnison, täckte geografiskt Västernorrlands län, Jämtlands län och Gävleborgs län
    - Fo 21 – Gävleborgs försvarsområde, i Gävle administrerades av Hälsinge regemente (I 14)
    - Fo 22 – Jämtlands försvarsområde, i Östersunds garnison administrerades av Jämtlands fältjägarregemente (I 5)
    - Fo 23 – Västernorrlands försvarsområde, i Sollefteå garnison administrerades av Västernorrlands regemente (I 21)

- - Bergslagens militärområde (Milo B), i Karlstads garnison täckte geografiskt Värmlands län, Örebro län och Kopparbergs län
    - Fo 51 – Örebro försvarsområde, i Örebro garnison administrerades av Livregementets grenadjärer (I 3)
    - Fo 52 – Värmlands försvarsområde, i Karlstads garnison administrerades av Värmlands regemente (I 2)
    - Fo 53 – Kopparbergs försvarsområde, i Falun garnison administrerades av Dalregementet (I 13)

- - Östra militärområdet (Milo Ö), i Strängnäs garnison täckte geografiskt Östergötlands län, Södermanlands län, Stockholms län, Uppsala län och Västmanlands län
    - Fo 41 – Östergötlands försvarsområde, i Linköpings garnison administrerades av Livgrenadjärregementet (I 4)
    - Fo 42 – Östergötlands försvarsområde, i Visby garnison, ingick i Gotlands militärkommando (MKG)
    - Fo 43 – Södermanlands försvarsområde, i Strängnäs garnison, administrerades av Södermanlands regemente (P 10)
    - Fo 44 – Stockholms försvarsområde, i Stockholms garnison administrerades av Svea livgarde (I 1)
    - Fo 47/48 – Uppsala försvarsområde och Västmanlands försvarsområde, i Uppsala garnison administrerades av Upplands regemente (S 1)

- - Västra militärområdet (Milo V), i Skövde garnison täckte geografiskt Göteborgs och Bohus län, Älvsborgs län, Skaraborgs län och Hallands län
    - Fo 31 – Hallands försvarsområde, i Halmstads garnison administrerades av Hallands regemente (I 16)
    - Fo 32 – Göteborgs och Bohus försvarsområde, i Göteborgs garnison administrerades av Västkustens marinkommando (MKV)
    - Fo 34 – Göteborgs och Bohus försvarsområde,  Borås garnison administrerades av Älvsborgs regemente (I 15)
    - Fo 35 – Skaraborgs försvarsområde, i Skövde garnison administrerades av Skaraborgs regemente (P 4)

- - Södra militärområdet (Milo S), i Kristianstads garnison täckte geografiskt Kristianstads län, Malmöhus län, Blekinge län, Kronobergs län, Jönköpings län och Kalmar län
    - Fo 11 – Malmö försvarsområde, i Ystads garnison administrerades av Södra skånska regementet (P 7)
    - Fo 14 – Kristianstads försvarsområde, i Kristianstads garnison administrerades av Norra skånska regementet (P 6)
    - Fo 15 – Karlskrona försvarsområde, i Karlskrona garnison administrerades av ÖrlB S - Sydkustens marinkommando
    - Fo 16/18 – Växjö försvarsområde och Kalmar försvarsområde, i Växjö garnison administrerades av Kronobergs regemente (I 11)
    - Fo 17 – Jönköpings försvarsområde, i Eksjö garnison administrerades av Norra Smålands regemente (I 12)

### Armén
Under fredstid var endast en brigad bemannad och aktiv, Gotlandsbrigaden. Alla övriga brigader och dess komponenter var enbart planerade att aktiveras vid mobilisering. Personalen till brigaderna utbildades vid arméns regementen och skolor runt om i landet. Regementena och skolorna stod under Arméstabens befäl, i frågor som taktik, organisation, utrustning, personal och utbildning. Den direkta samordningen av utbildningen ansvarade respektive militärområdesbefälhavare, vilka var direkt underställda överbefälhavaren.

#### Armén 1989
Nedan anges de regementen, kårer och skolor som var aktiva 1989, och svarade för utbildade förband till krigsorganisationen.
| Beteckning | Namn                           | Garnisonsort           | Utbildade                                           | Bataljoner                                | Militärområdes- tillhörighet  | Försvarsområdes- regemente |
| ---------- | ------------------------------ | ---------------------- | --------------------------------------------------- | ----------------------------------------- | ----------------------------- | -------------------------- |
| K 3        | Livregementets husarer         | Karlsborgs garnison    | Fallskärmsjägare Signalförband                      | Husarbataljonen S 2 – Göta signalbataljon | Västra militärområdet         |                            |
| K 4        | Norrlands dragonregemente      | Arvidsjaur             | Norrlandsjägare                                     |                                           | Övre Norrlands militärområde  |                            |
| P 2        | Skånska dragonregementet       | Hässleholms garnison   | PB 8 – Göingebrigaden                               |                                           | Södra militärområdet          |                            |
| P 4        | Skaraborgs regemente           | Skövde garnison        | PB 9 – Skaraborgsbrigaden                           |                                           | Västra militärområdet         | Fo 35                      |
| P 6        | Norra skånska regementet       | Kristianstads garnison | PB 26 – Kristianstadsbrigaden                       |                                           | Södra militärområdet          | Fo 14                      |
| P 7        | Södra skånska regementet       | Ystads garnison        | PB 7 – Malmöbrigaden                                |                                           | Södra militärområdet          | Fo 11                      |
| P 10       | Södermanlands regemente        | Strängnäs garnison     | MekB 10 – Södermanlandsbrigaden                     |                                           | Östra militärområdet          | Fo 43                      |
| P 18       | Gotlands regemente             | Visby garnison         | PB 18 – Gotlandsbrigaden                            |                                           | Gotlands militärkommando      |                            |
| I 1        | Svea livgarde                  | Kungsängens garnison   | IB 1 – Gula brigaden                                | K 1 – Livgardets dragoner                 | Östra militärområdet          | Fo 44                      |
| I 2        | Värmlands regemente            | Karlstads garnison     | IB 2 – Värmlandsbrigaden                            |                                           | Bergslagens militärområde     | Fo 52                      |
| I 3        | Livregementets grenadjärer     | Örebro garnison        | IB 3 – Livbrigaden IB 33 – Närkebrigaden            |                                           | Bergslagens militärområde     | Fo 51                      |
| I 4        | Livgrenadjärregementet         | Linköpings garnison    | IB 4 – Grenadjärbrigaden                            | T 1 – Svea trängbataljon                  | Östra militärområdet          | Fo 41                      |
| I 5        | Jämtlands fältjägarregemente   | Östersunds garnison    | NB 35 – Fältjägarbrigaden                           |                                           | Nedre Norrlands militärområde | Fo 22                      |
| I 11       | Kronobergs regemente           | Växjö garnison         | IB 11 – Kronobergsbrigaden IB 41 – Blekingebrigaden |                                           | Södra militärområdet          | Fo 16 Fo 18                |
| I 12       | Norra Smålands regemente       | Eksjö garnison         | IB 12 – Jönköpingsbrigaden IB 42 – Kalmarbrigaden   |                                           | Södra militärområdet          | Fo 17                      |
| I 13       | Dalregementet                  | Falun garnison         | NB 13 – Dalabrigaden IB 43 – Kopparbergsbrigaden    |                                           | Bergslagens militärområde     | Fo 53                      |
| I 14       | Hälsinge regemente             | Gävle garnison         | IB 14 – Gästrikebrigaden IB 44 – Hälsingebrigaden   |                                           | Nedre Norrlands militärområde | Fo 21                      |
| I 15       | Älvsborgs regemente            | Borås garnison         | IB 15 – Västgötabrigaden IB 45 – Älvsborgsbrigaden  |                                           | Västra militärområdet         | Fo 34                      |
| I 16       | Hallands regemente             | Halmstads garnison     | IB 46 – Hallandsbrigaden                            |                                           | Västra militärområdet         | Fo 31                      |
| I 17       | Bohusläns regemente            | Uddevalla garnison     | IB 17 – Bohusbrigaden IB 47 – Göteborgsbrigaden     |                                           | Västra militärområdet         |                            |
| I 19       | Norrbottens regemente          | Bodens garnison        | NB 19 – Norrbottensbrigaden                         | P 5 – Norrbottens pansarbataljon          | Övre Norrlands militärområde  |                            |
| I 20       | Västerbottens regemente        | Umeå garnison          | NB 50 – Lapplandsbrigaden                           |                                           | Övre Norrlands militärområde  | Fo 61                      |
| I 21       | Västernorrlands regemente      | Sollefteå garnison     | IB 21 – Ådalsbrigaden NB 51 – Ångermanlandsbrigaden |                                           | Nedre Norrlands militärområde | Fo 23                      |
| I 22       | Lapplands jägarregemente       | Kiruna garnison        | Lapplandsjägare                                     |                                           | Övre Norrlands militärområde  | Fo 66                      |
| A 1        | Svea artilleriregemente        | Linköpings garnison    | Fältartilleri                                       |                                           | Östra militärområdet          |                            |
| A 3        | Wendes artilleriregemente      | Kristianstads garnison | Fältartilleri                                       |                                           | Södra militärområdet          |                            |
| A 4        | Norrlands artilleriregemente   | Östersunds garnison    | Fältartilleri                                       |                                           | Nedre Norrlands militärområde |                            |
| A 7        | Gotlands artilleriregemente    | Visby garnison         | Fältartilleri                                       |                                           | Gotlands militärkommando      |                            |
| A 8        | Bodens artilleriregemente      | Bodens garnison        | Fältartilleri 3x Bandkanon 1C-bataljoner            |                                           | Övre Norrlands militärområde  | Fo 63                      |
| A 9        | Bergslagens artilleriregemente | Kristinehamns garnison | Fältartilleri                                       |                                           | Bergslagens militärområde     |                            |
| Lv 2       | Gotlands luftvärnsdivision     | Visby garnison         | Luftvärn                                            |                                           | Gotlands militärkommando      |                            |
| Lv 3       | Roslagens luftvärnsregemente   | Norrtälje garnison     | Luftvärn                                            |                                           | Östra militärområdet          |                            |
| Lv 4       | Skånska luftvärnsregementet    | Ystads garnison        | Luftvärn                                            |                                           | Södra militärområdet          |                            |
| Lv 6       | Göta luftvärnsregemente        | Göteborgs garnison     | Luftvärn                                            |                                           | Västra militärområdet         |                            |
| Lv 7       | Luleå luftvärnsregemente       | Luleå garnison         | Luftvärn                                            |                                           | Övre Norrlands militärområde  |                            |
| Ing 1      | Svea ingenjörregemente         | Almnäs garnison        | Ingenjörtrupper                                     |                                           | Östra militärområdet          |                            |
| Ing 2      | Göta ingenjörregemente         | Eksjö garnison         | Ingenjörtrupper                                     |                                           | Södra militärområdet          |                            |
| Ing 3      | Bodens ingenjörregemente       | Bodens garnison        | Ingenjörtrupper                                     |                                           | Övre Norrlands militärområde  |                            |
| S 1        | Upplands regemente             | Enköpings garnison     | Signaltrupper                                       |                                           | Östra militärområdet          | Fo 47 Fo 48                |
| S 3        | Norrlands signalregemente      | Bodens garnison        | Signaltrupper                                       |                                           | Övre Norrlands militärområde  |                            |
| T 2        | Göta trängregemente            | Skövde garnison        | Trängtrupper                                        |                                           | Västra militärområdet         |                            |
| T 3        | Norrlands trängregemente       | Sollefteå garnison     | Trängtrupper                                        |                                           | Nedre Norrlands militärområde |                            |
| T 4        | Skånska trängregementet        | Hässleholms garnison   | Trängtrupper                                        |                                           | Södra militärområdet          |                            |

#### Arméflyget

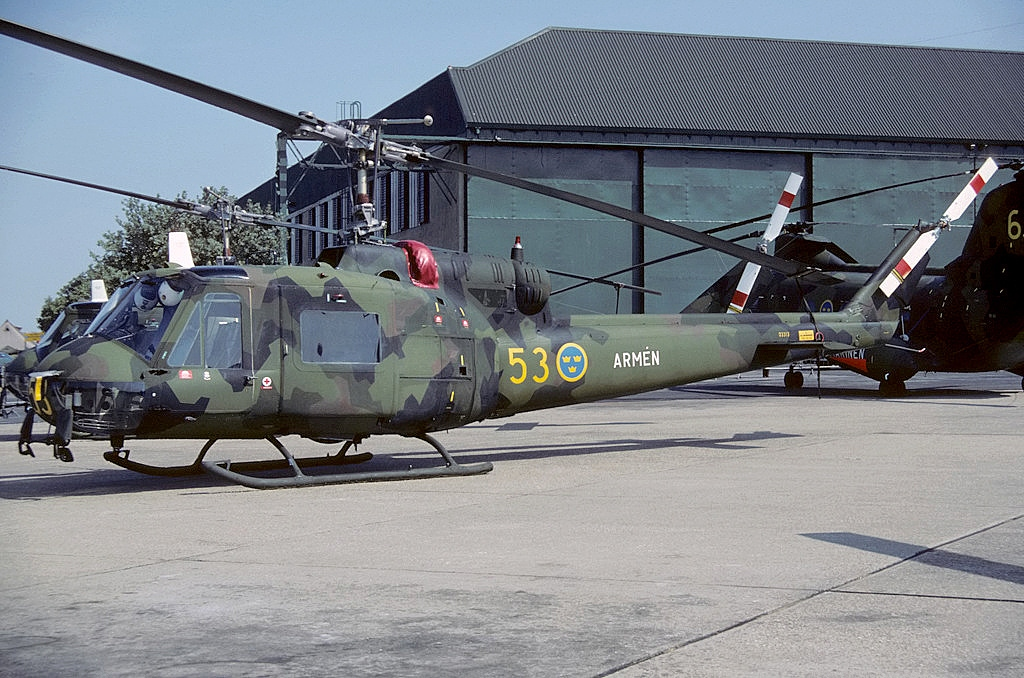
Arméflygets Hkp 3A

Arméflyget bestod av två bataljoner med 79 helikoptrar och två flygplan. År 1989 överfördes elva flygplan, Fpl 61, till Flygvapnet.
- Arméstaben, i Stockholms garnison
  - AF 1 – Norrbottens arméflygbataljon, vid Bodens helikopterflygplats, beväpnad med Hkp 3A och Hkp 6A, samt ett pansarvärnshelikopterkompani med 10x Hkp 9A.
  - AF 2 – Östgöta arméflygbataljon, vid Malmens flygbas, beväpnad med Hkp 3A och Hkp 6A transporthelikoptrar, Hkp 5A, och ett pansarvärnshelikopterkompani med 10x Hkp 9A.

År 1989 hade arméflyget följande helikopter- och flygplansflotta:
- 14x Helikopter 3A – transporthelikopter
- 26x Helikopter 5A – skolhelikopter
- 19x Helikopter 6A – skolhelikopter samt lätt transporthelikopter.
- 20x Helikopter 9A – pansarvärnshelikopter
- 2x Fpl 53 – flygutbildning samt personaltransport

#### Armeutrustning

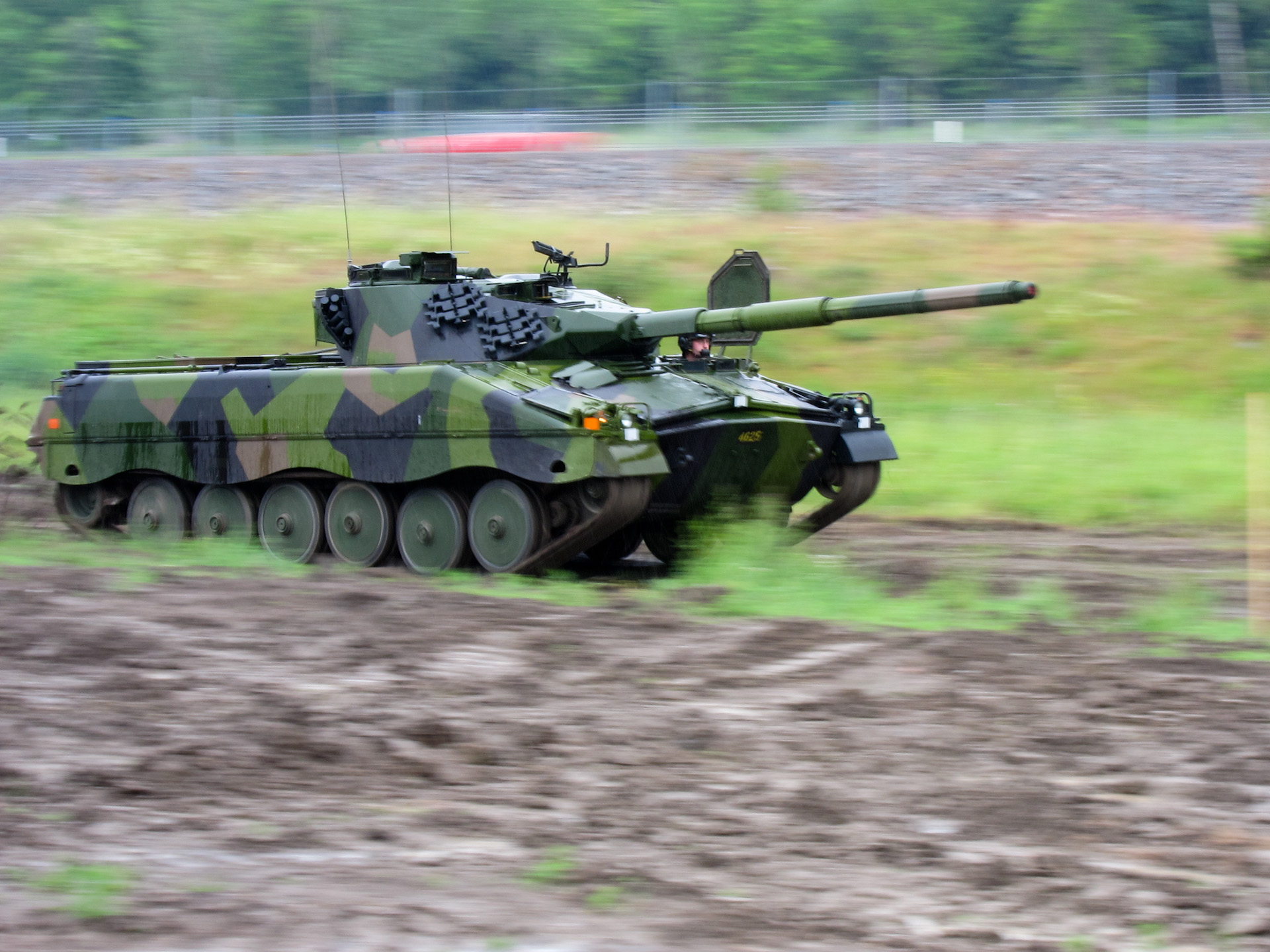
Infanterikanonvagn 91
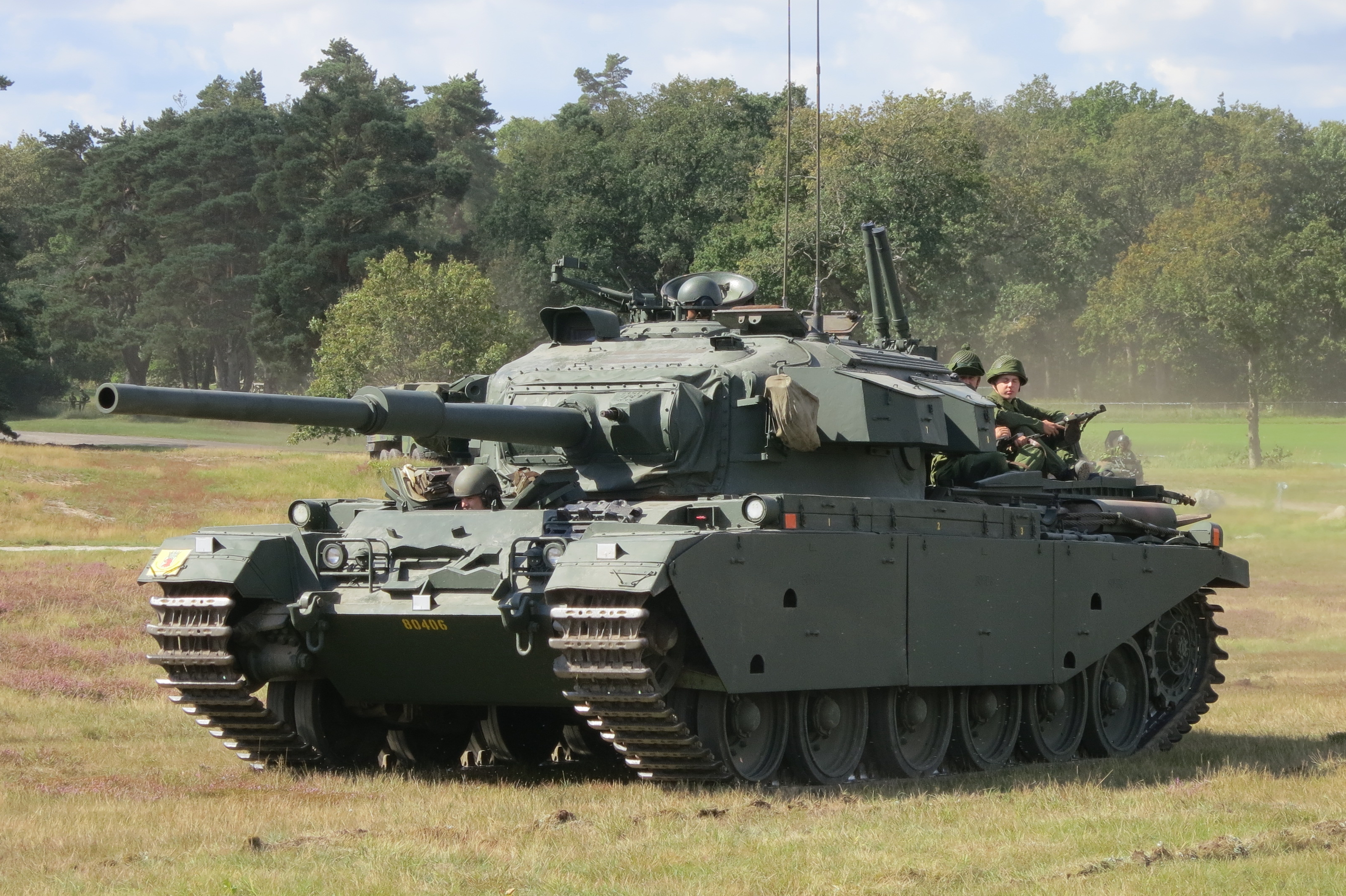
Stridsvagn 101R/102R/104
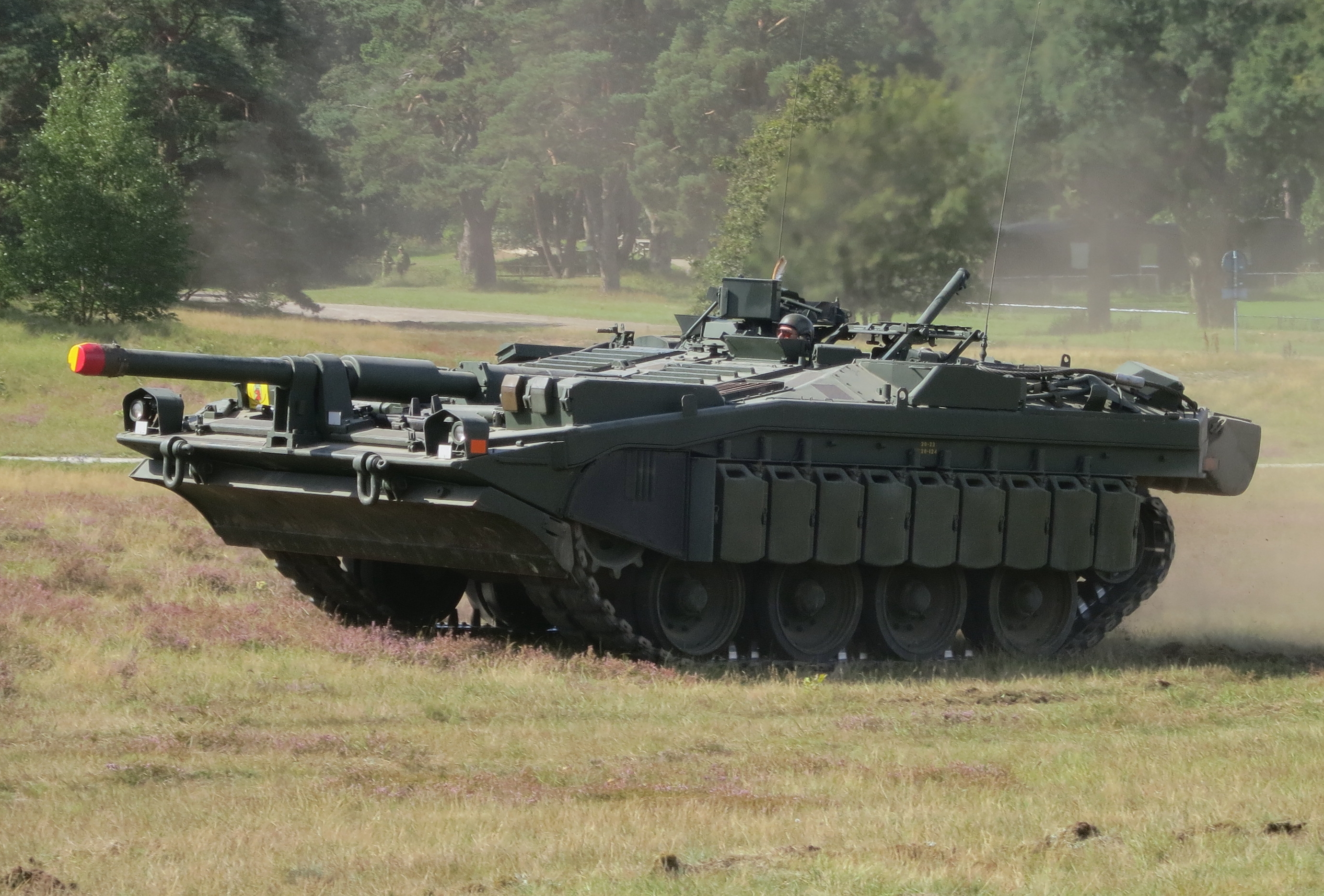
Stridsvagn 103C
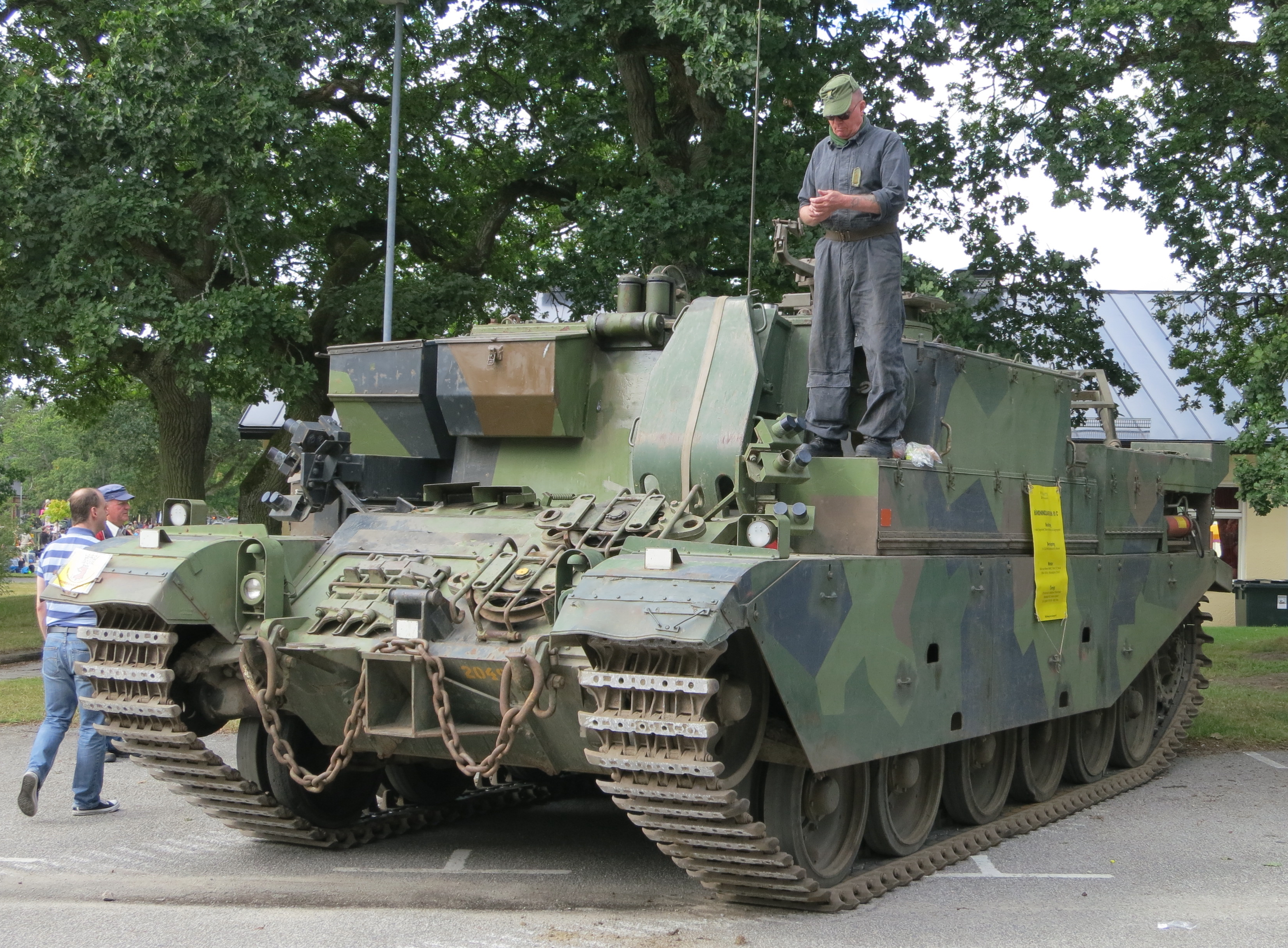
Bärgningsbandvagn 81
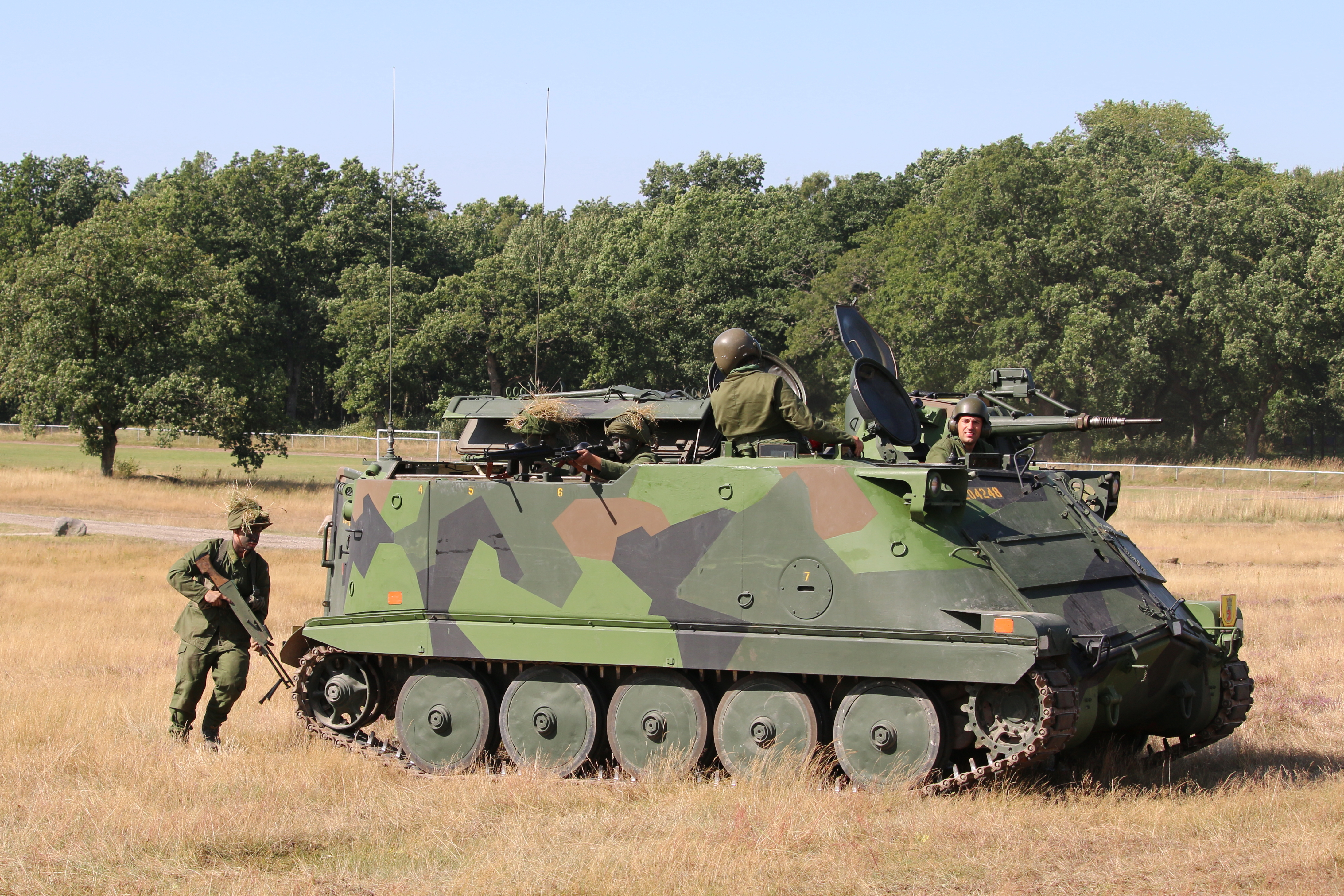
Pansarbandvagn 302
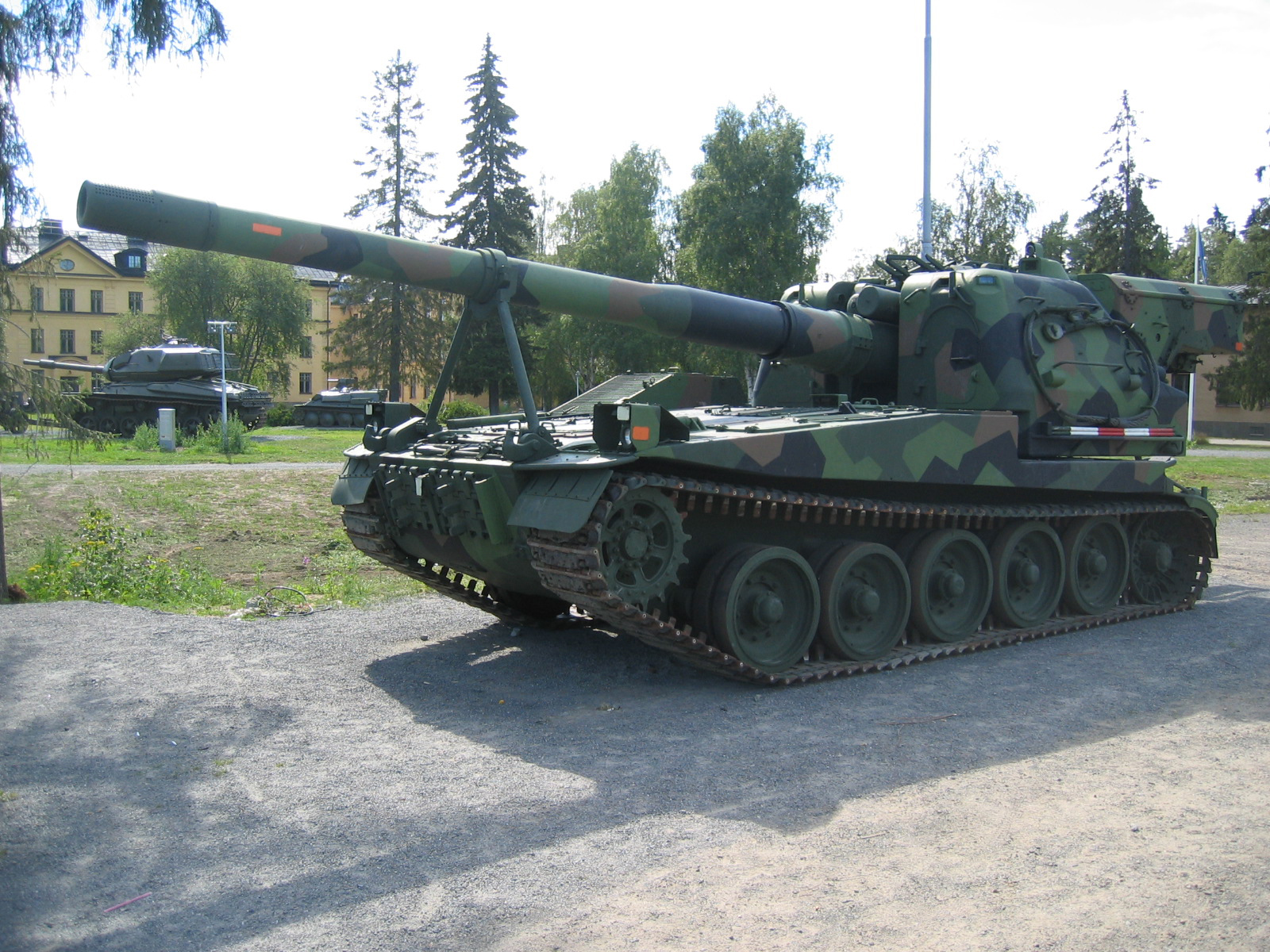
Bandkanon 1C
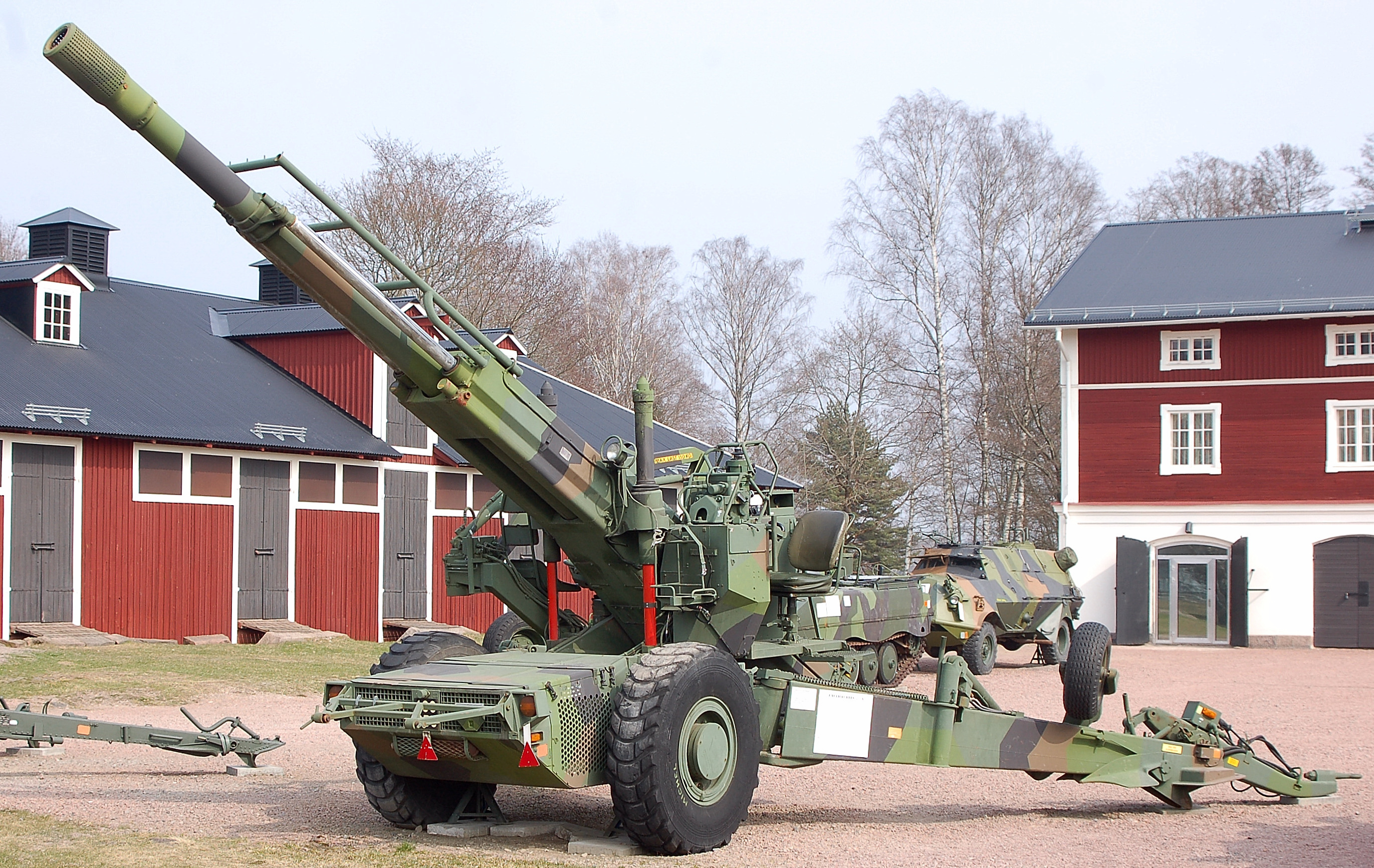
Haubits FH77A/B
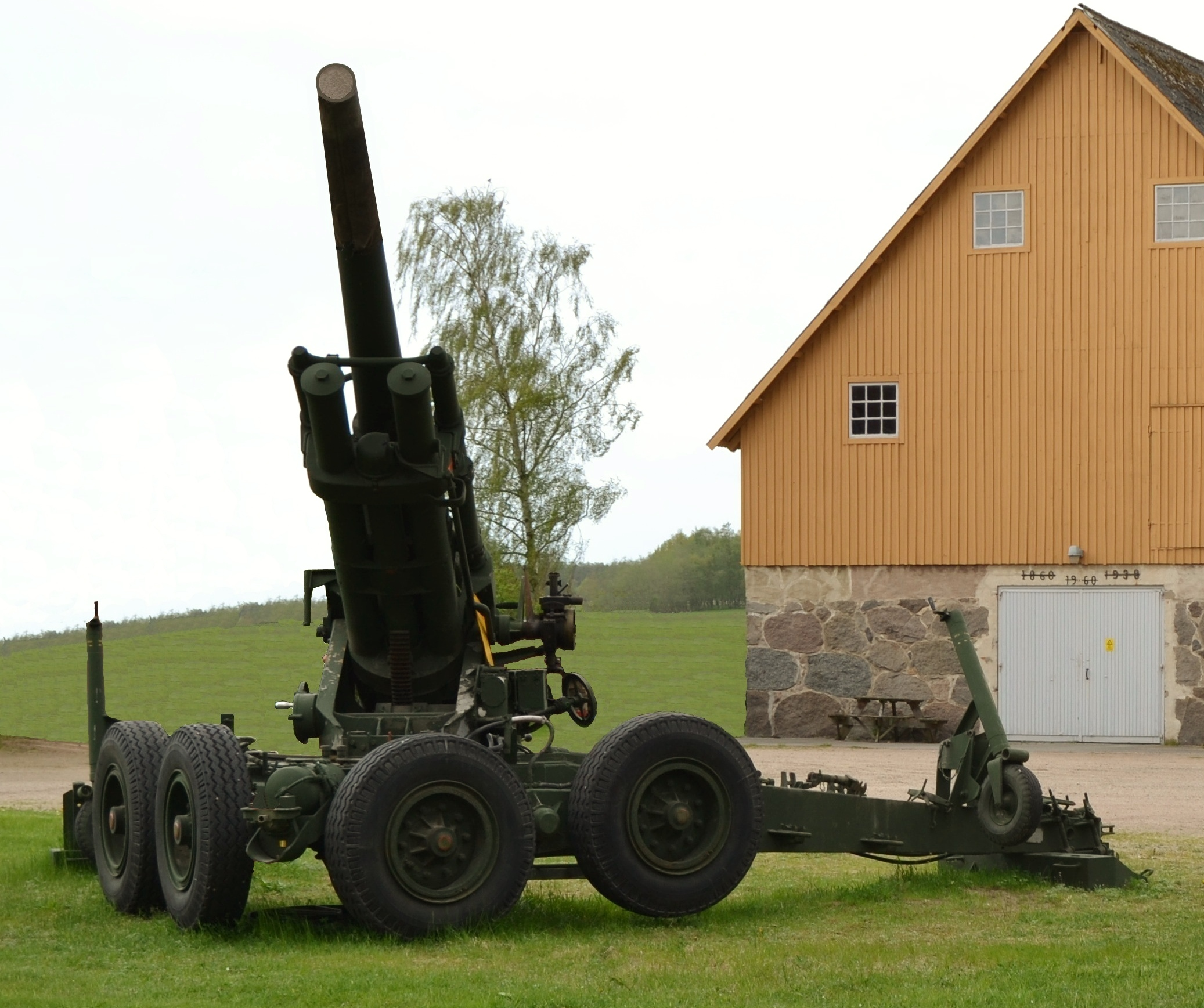
15,5 cm haubits F
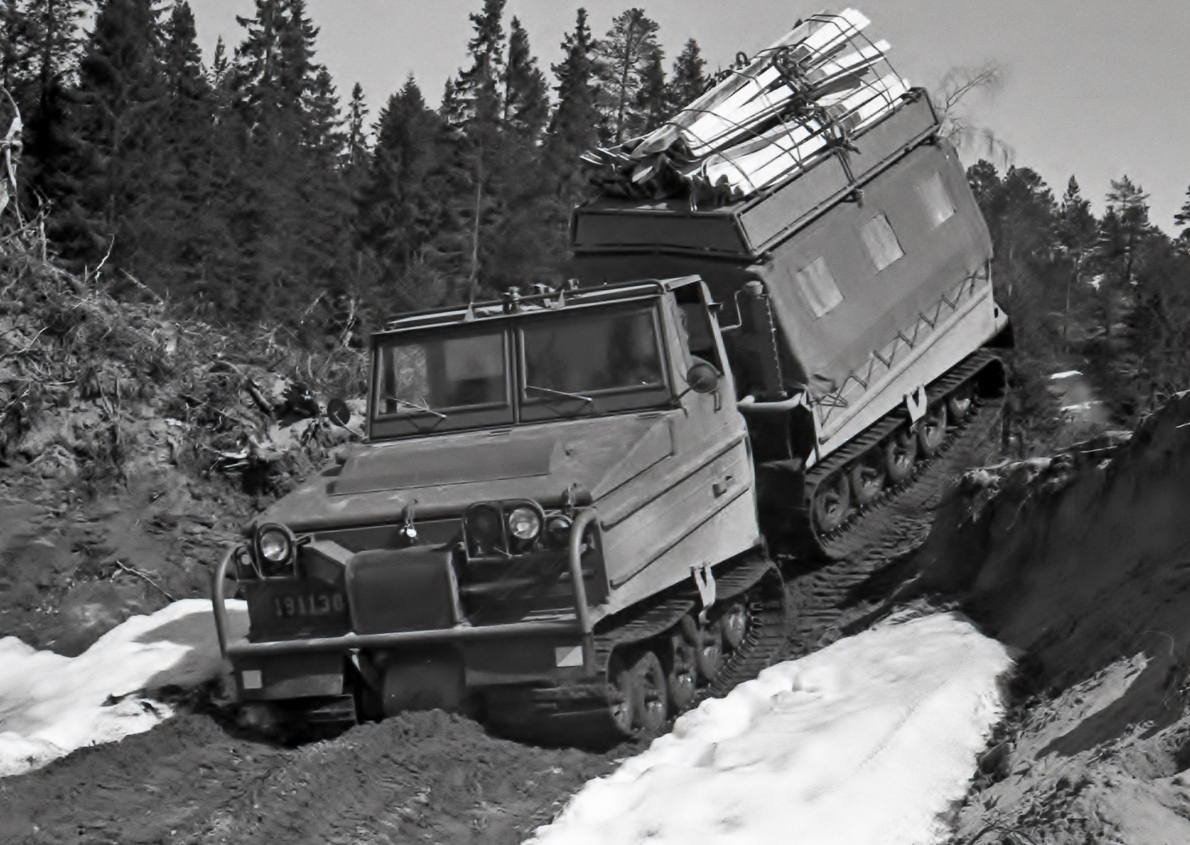
Bandvagn 202/203
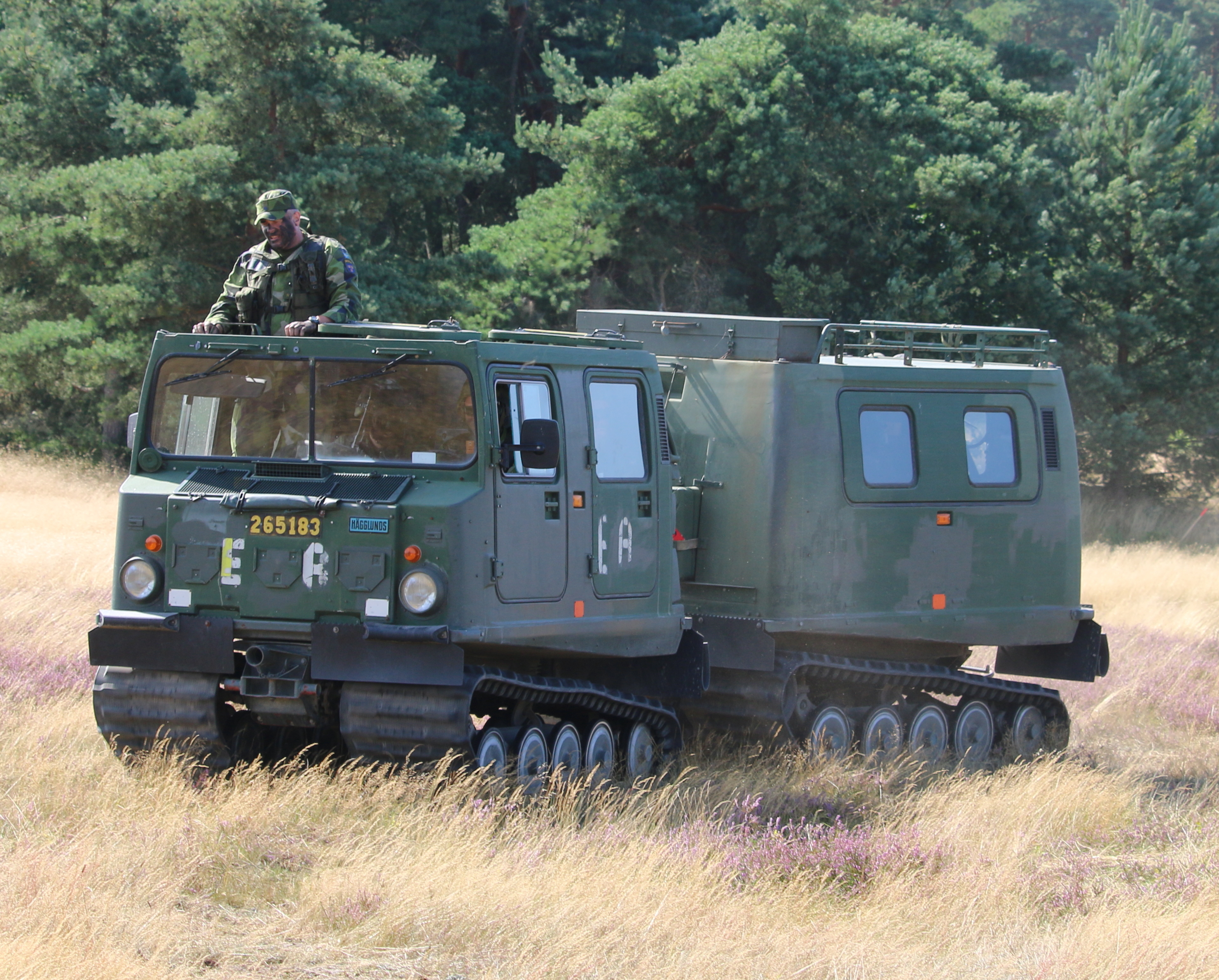
Bandvagn 206
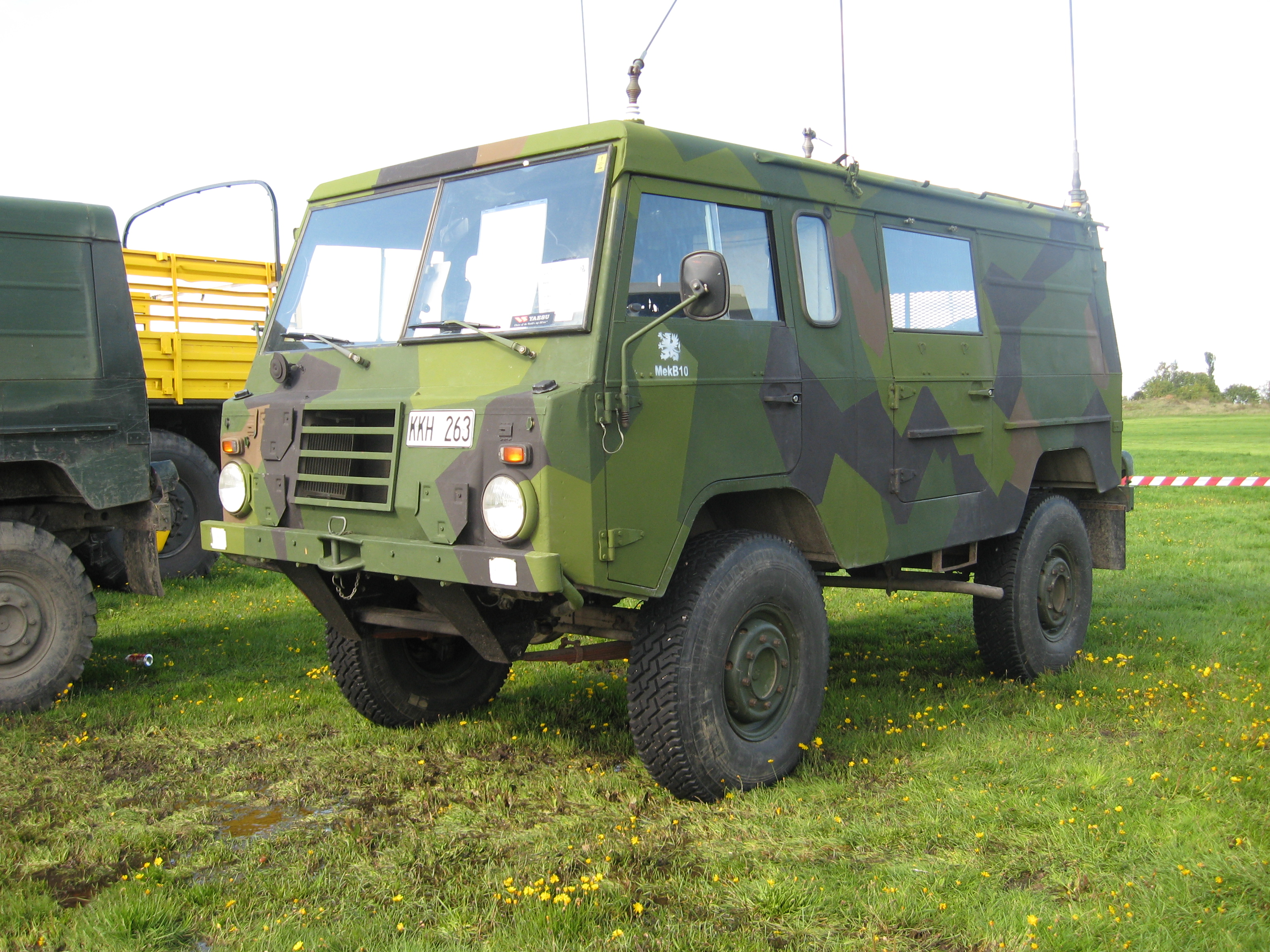
Terrängbil 11
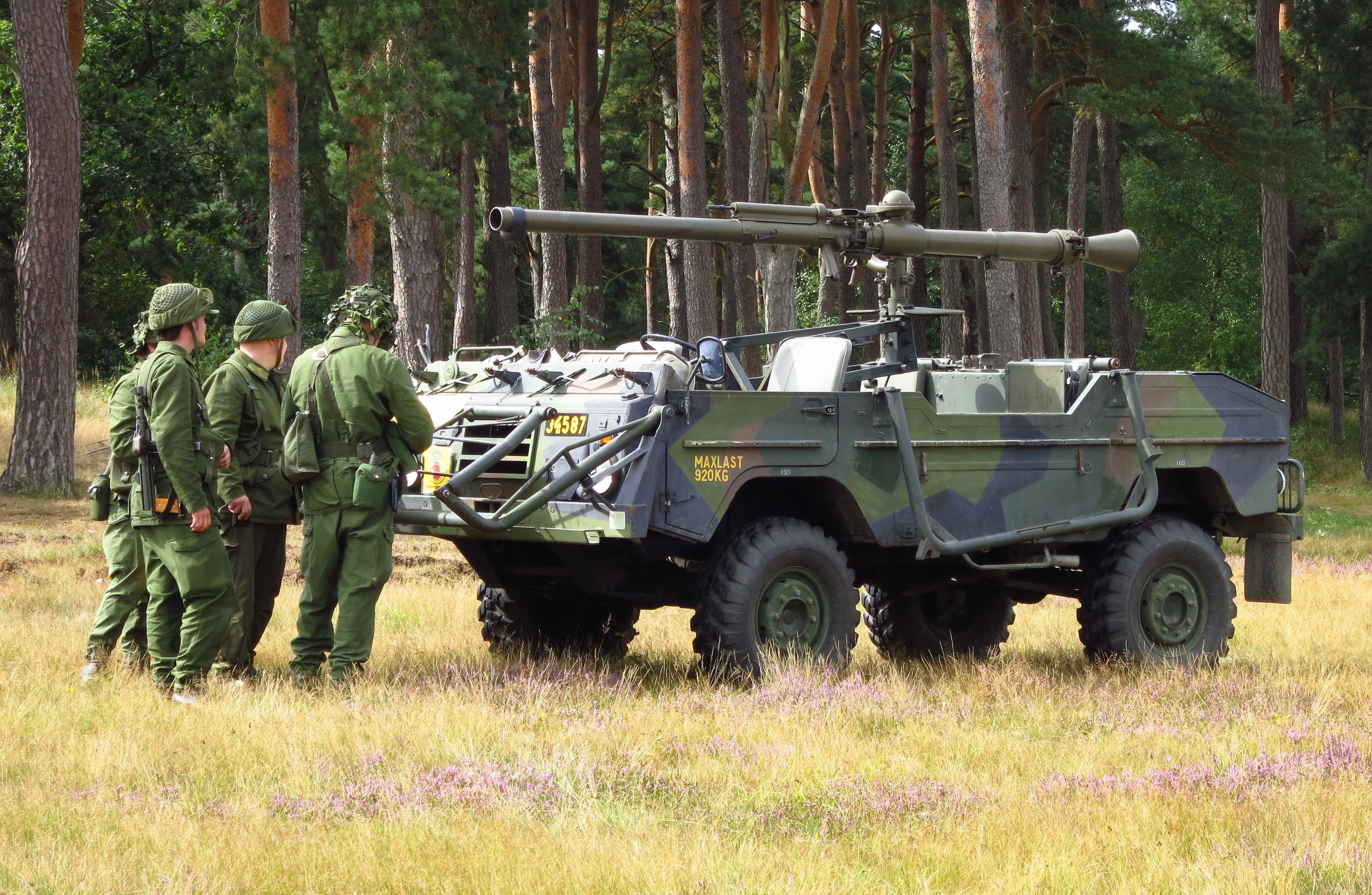
Pansarvärnspjästerrängbil 1111
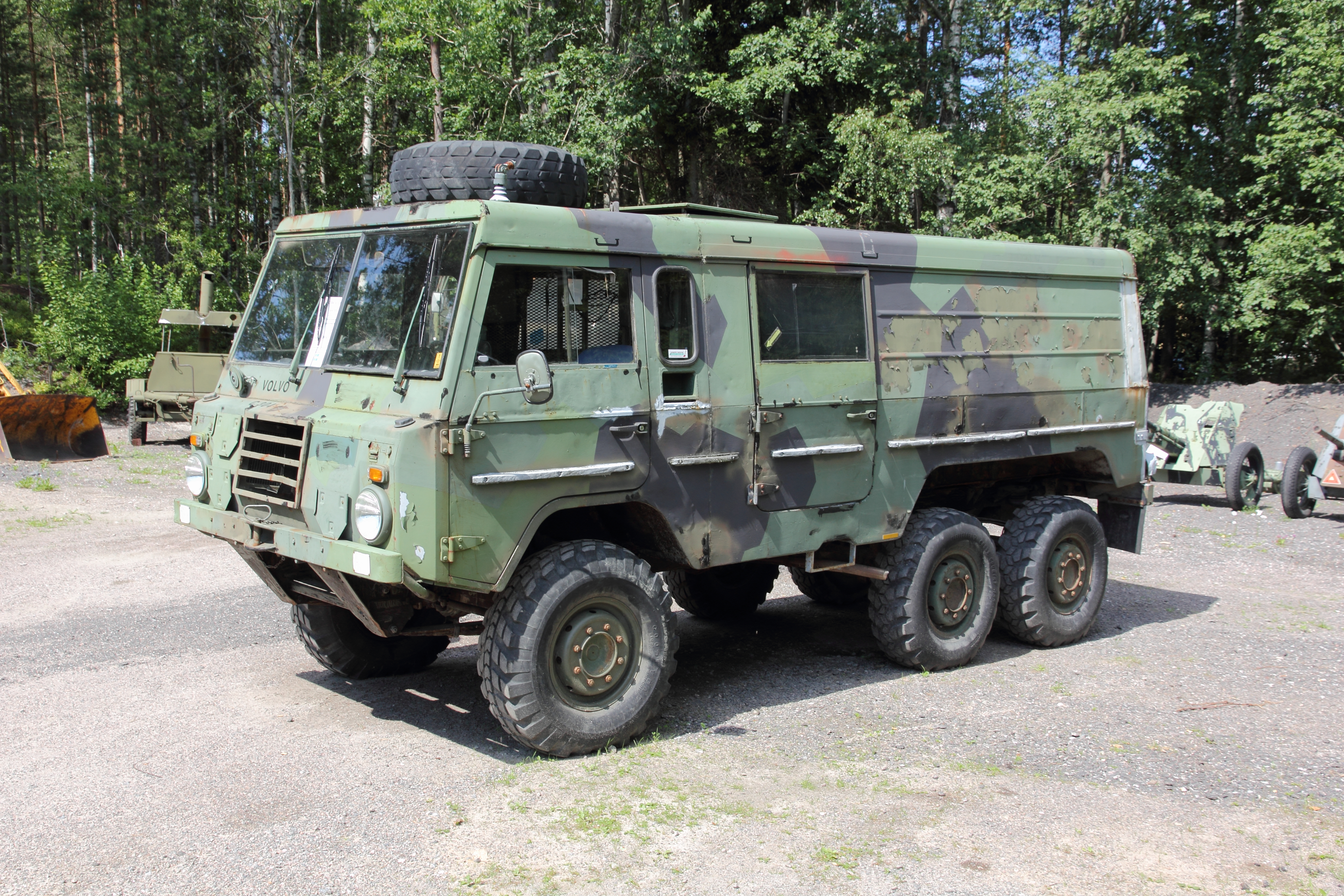
Terrängbil 13
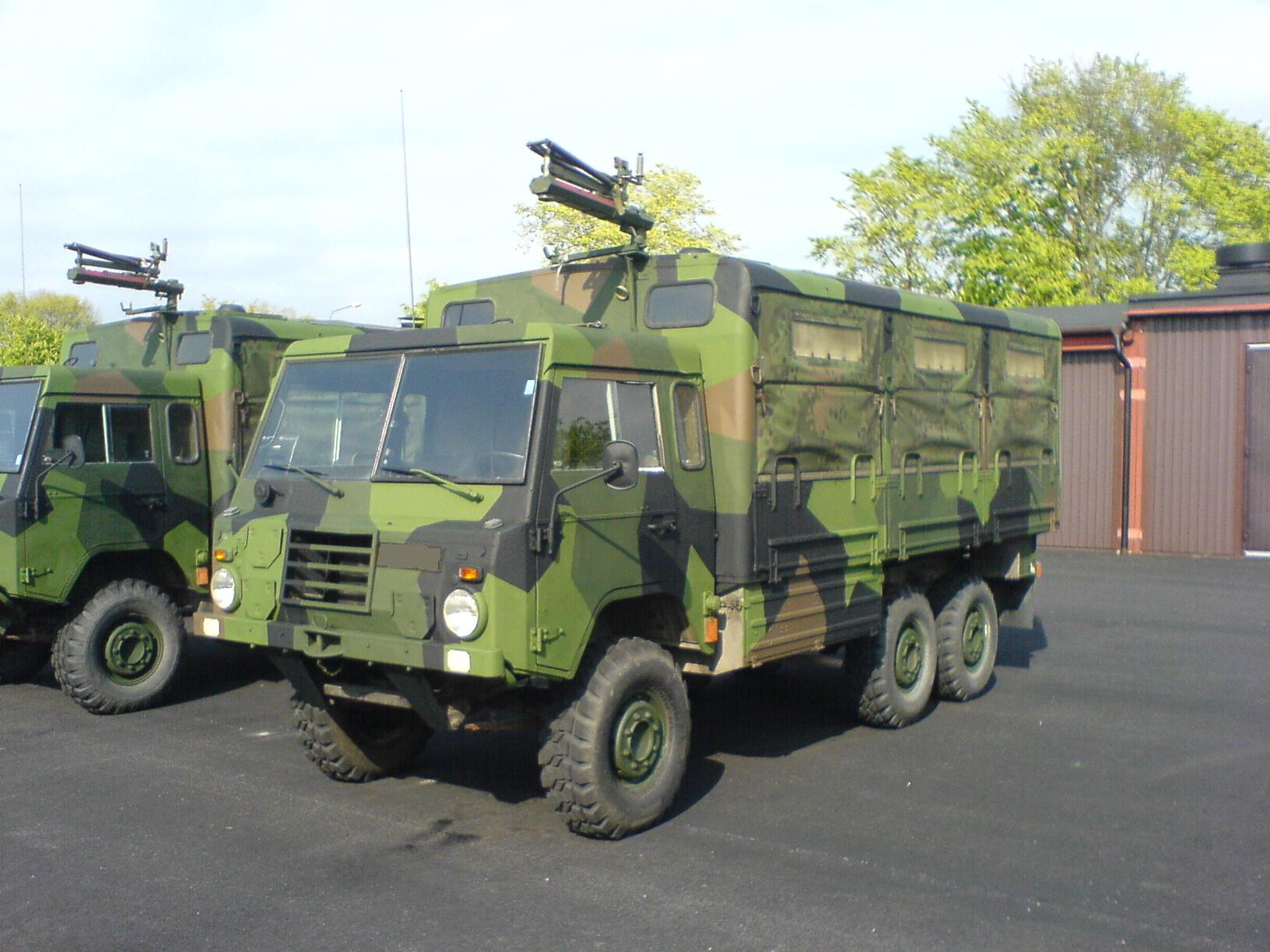
Terrängbil 20
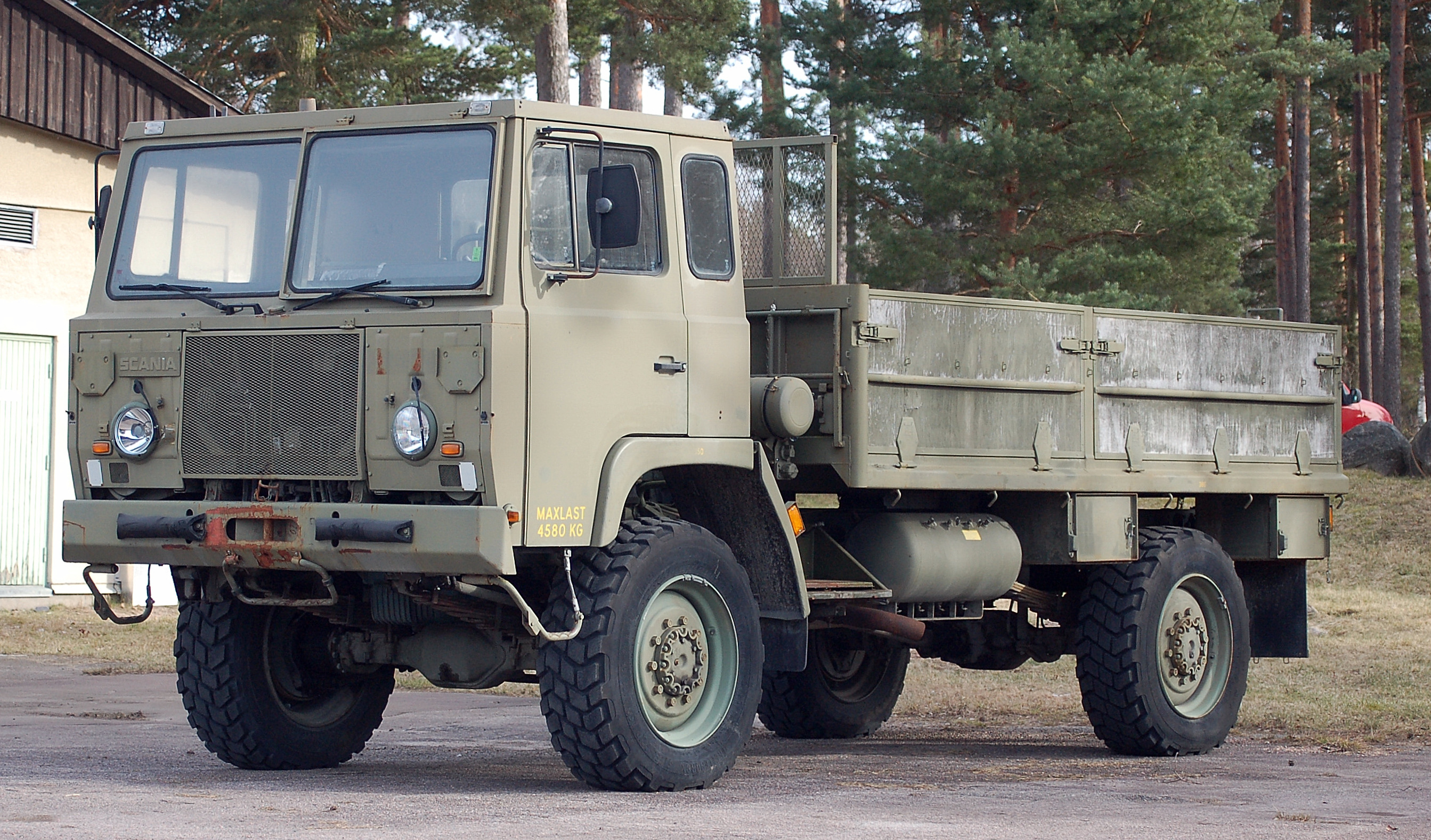
Terrängbil 30
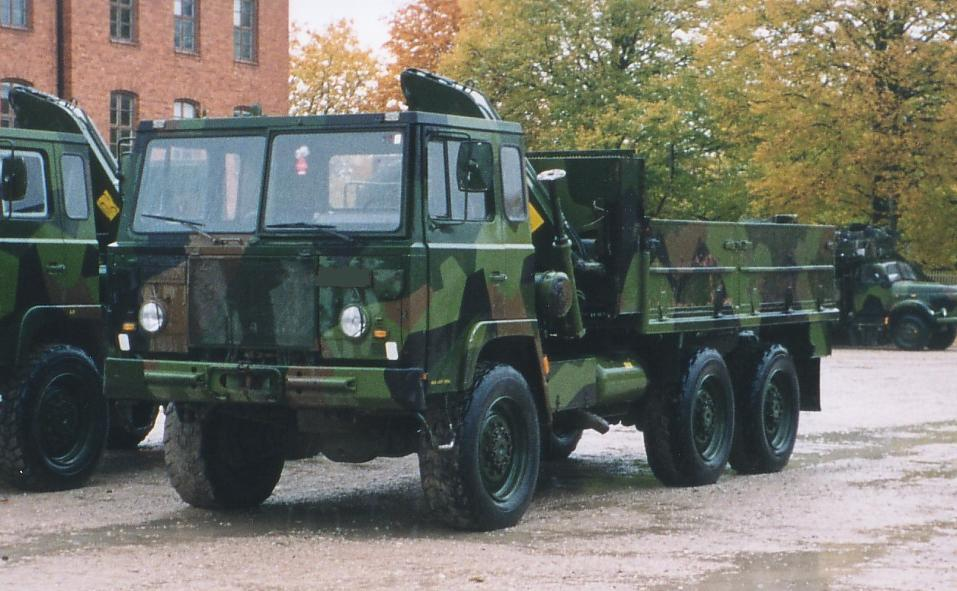
Terrängbil 40
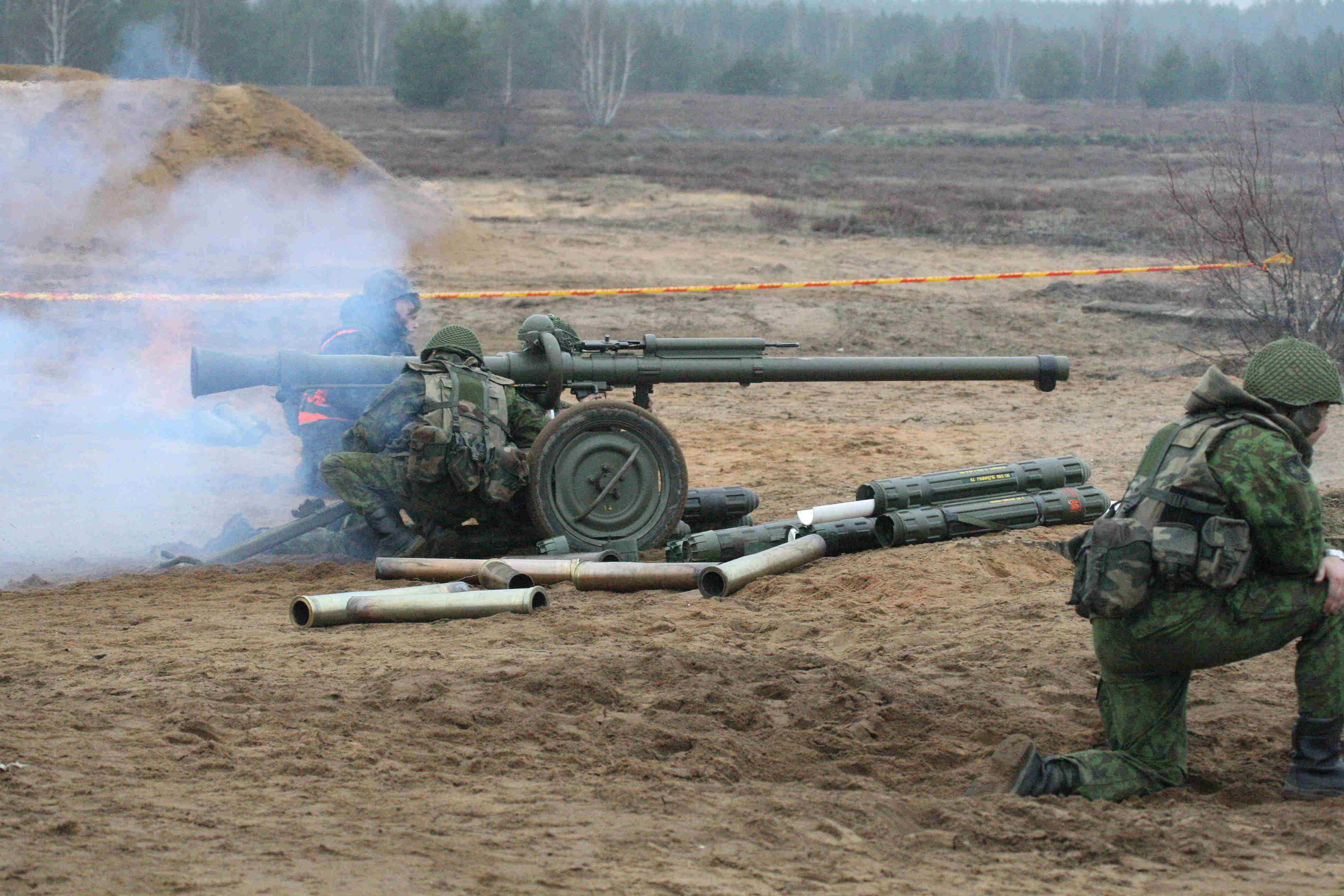
Pansarvärnspjäs 1110
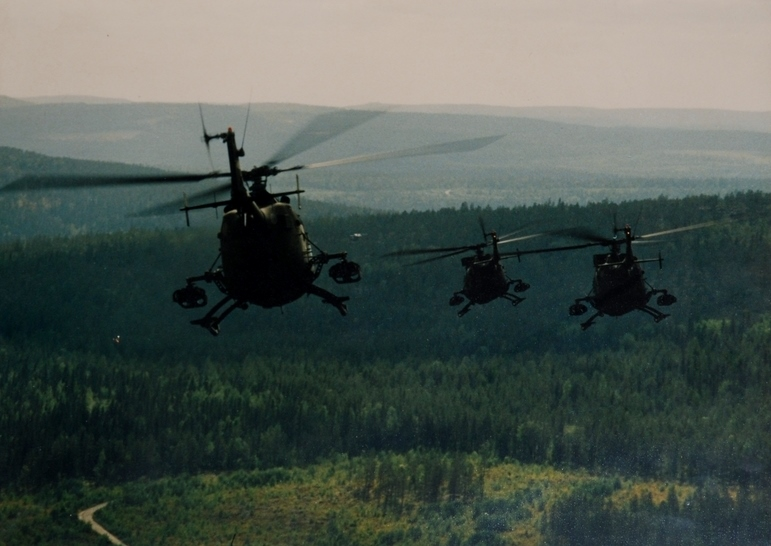
Helikopter 9

#### Krigsorganisation
Nästan alla enheter i den svenska armén var inte bemannad under fredstid. Det enda undantaget var Gotlandsbrigaden (PB 18), som var fullt bemannad hela tiden. Vanligtvis rekryterades personal till brigader inom det län där brigaden var baserad. Dock fanns det ett undantag, Gotlandsbrigaden, vars personal kom från hela Sverige.
Arméns resurser efter mobilisering i läge juni 1987 framgår av nedan sammanställning:
- 7x Arméfördelningstaber
- 10x Infanteribrigader Typ 77R
- 8x Infanteribrigader Typ 66M
- 5x Norrlandsbrigader Typ 85
- 4x Pansarbrigader Type 63M
- 1x Mekaniserade brigader Typ Gotland
- 1x Mekaniserade brigader Typ 85
- 105x Bataljoner (5x mekaniserade, 10x infanteri-, 16x jägar- (fallskärms-, Norrlands- och Lapplands-), 22x artilleri-, 20x luftvärns- (2x Hawk, 10x RBS 70 och 8x 40 mm Lvakan m/48), 19x ingenjörs- och 13x trängbataljoner)
- 85x Hemvärnsbataljoner för lokalförsvar

##### Arméfördelningar
Förutom de 29 brigader som aktiverades vid mobilisering inom respektive militärområde, fanns även sju arméfördelningsstaber som aktiverades samtidigt. Arméfördelningarna var till antalet sju, geografiskt sprida över landet, vilka taktiskt ledde 2–4 brigader inom sitt militärområde.
Dock fanns det tre undantag:
1. Bergslagens militärområde, saknade sedan 1979 egen arméfördelningsstab, och dess brigader var en reserv. Brigaderna inom militärområdet tilldelades andra militärområden och arméfördelningsstaber vid behov.
2. Södra militärområdet skulle aktivera 13. arméfördelningen, som hade kommandot över fyra pansarbrigader i södra Sverige. Arméfördelningen kallades därav för "Pansarfördelningen", och hade som uppgift att agera som arméns reservstyrkor i form av kraftsamlingen mot en fiende.
3. Östra militärområdet hade två arméfördelningsstaber, vilka hade som uppgift att styra över förstärkningar för försvar av Stockholmsregionen.

De sju arméfördelningar som fanns var:
- 1. arméfördelningen, i Kristianstads garnison (Södra militärområdet)
- 3. arméfördelningen, i Skövde garnison  (Västra militärområdet)
- 4. arméfördelningen, i Kungsängens garnison (Östra militärområdet)
- 12. arméfördelningen, i Östersunds garnison  (Nedre Norrlands militärområde)
- 13. arméfördelningen, i Kristianstads garnison  (Södra militärområdet)
- 14. arméfördelningen, i Stockholms garnison (Östra militärområdet)
- 15. arméfördelningen, i Bodens garnison  (Övre Norrlands militärområde)

Förutom de två till fyra brigader som ingick i varje arméfördelningen, betjänades arméfördelningarna av stabs- och sambandsförband.

##### Brigader
| Nummer  | Namn                  | Ort                    | Utbildningsförband                 | Militärområde | Rekryteringsområde                   | Typ                |
| ------- | --------------------- | ---------------------- | ---------------------------------- | ------------- | ------------------------------------ | ------------------ |
| IB 1    | Gula brigaden         | Kungsängens garnison   | I 1 – Svea livgarde                | Milo Ö        | Stockholms län                       | Infanteri IB 77R   |
| IB 2    | Värmlandsbrigaden     | Karlstads garnison     | I 2 – Värmlands regemente          | Milo B        | Värmlands län                        | Infanteri IB 77R   |
| IB 3    | Livbrigaden           | Örebro garnison        | I 3 – Livregementets grenadjärer   | Milo B        | Örebro län                           | Infanteri IB 66M   |
| IB 4    | Grenadjärbrigaden     | Linköpings garnison    | I 4 – Livgrenadjärregementet       | Milo Ö        | Östergötlands län                    | Infanteri IB 77R   |
| PB 7    | Malmöbrigaden         | Revingehed             | P 7 – Södra skånska regementet     | Milo S        | Malmöhus län                         | Pansar PB 63M      |
| PB 8    | Göingebrigaden        | Hässleholms garnison   | P 2 – Skånska dragonregementet     | Milo S        | Kristianstads län                    | Pansar PB 63M      |
| PB 9    | Skaraborgsbrigaden    | Skövde garnison        | P 4 – Skaraborgs regemente         | Milo V        | Skaraborgs län                       | Pansar PB 63M      |
| MekB 10 | Södermanlandsbrigaden | Strängnäs garnison     | P 10 – Södermanlands regemente     | Milo Ö        | Södermanlands län                    | Mekaniserad Typ Ö  |
| IB 11   | Kronobergsbrigaden    | Växjö garnison         | I 11 – Kronobergs regemente        | Milo S        | Kronobergs län                       | Infanteri IB 77R   |
| IB 12   | Jönköpingsbrigaden    | Eksjö garnison         | I 12 – Norra Smålands regemente    | Milo S        | Jönköpings län                       | Infanteri IB 66M   |
| NB 13   | Dalabrigaden          | Falun garnison         | I 13 – Dalregementet               | Milo B        | Kopparbergs län                      | Norrland NB 85     |
| IB 14   | Gästrikebrigaden      | Gävle garnison         | I 14 – Hälsinge regemente          | Milo NN       | Gävleborgs län                       | Infanteri IB 77R   |
| IB 15   | Västgötabrigaden      | Borås garnison         | I 15 – Älvsborgs regemente         | Milo V        | Älvsborgs län                        | Infanteri IB 66M   |
| IB 17   | Bohusbrigaden         | Uddevalla garnison     | I 17 – Bohusläns regemente         | Milo V        | Göteborgs och Bohus län              | Infanteri IB 66M   |
| PB 18   | Gotlandsbrigaden      | Visby garnison         | P 18 – Gotlands regemente          | MKG           | Gotlands län samt Svenska fastlandet | Pansar Typ Gotland |
| NB 19   | Norrbottensbrigaden   | Bodens garnison        | I 19/P 5 – Norrbottens regemente   | Milo ÖN       | Norrbottens län                      | Norrland NB 85     |
| IB 21   | Ådalsbrigaden         | Sollefteå garnison     | I 21 – Västernorrlands regemente   | Milo NN       | Västernorrlands län                  | Infanteri IB 66M   |
| PB 26   | Kristianstadsbrigaden | Kristianstads garnison | P 6 – Norra skånska regementet     | Milo S        | Kristianstads län                    | Pansar PB 63M      |
| IB 33   | Närkebrigaden         | Örebro garnison        | I 3 – Livregementets grenadjärer   | Milo B        | Örebro län                           | Infanteri IB 77R   |
| NB 35   | Fältjägarbrigaden     | Östersunds garnison    | I 5 – Jämtlands fältjägarregemente | Milo NN       | Jämtlands län                        | Norrland NB 85     |
| IB 41   | Blekingebrigaden      | Växjö garnison         | I 11 – Kronobergs regemente        | Milo NN       | Blekinge län                         | Infanteri IB 66M   |
| IB 42   | Kalmarbrigaden        | Eksjö garnison         | I 12 – Norra Smålands regemente    | Milo NN       | Kalmar län                           | Infanteri IB 77R   |
| IB 43   | Kopparbergsbrigaden   | Falun garnison         | I 13 – Dalregementet               | Milo B        | Kopparbergs län                      | Infanteri IB 66M   |
| IB 44   | Hälsingebrigaden      | Gävle garnison         | I 14 – Hälsinge regemente          | Milo NN       | Gävleborgs län                       | Infanteri IB 66M   |
| IB 45   | Älvsborgsbrigaden     | Borås garnison         | I 15 – Älvsborgs regemente         | Milo V        | Älvsborgs län                        | Infanteri IB 77R   |
| IB 46   | Hallandsbrigaden      | Halmstads garnison     | I 16 – Hallands regemente          | Milo V        | Hallands län                         | Infanteri IB 77R   |
| IB 47   | Göteborgsbrigaden     | Uddevalla garnison     | I 17 – Bohusläns regemente         | Milo V        | Göteborgs och Bohus län              | Infanteri IB 77R   |
| NB 50   | Lapplandsbrigaden     | Umeå garnison          | I 20 – Västerbottens regemente     | Milo ÖN       | Västerbottens län                    | Norrland NB 85     |
| NB 51   | Ångermanlandsbrigaden | Sollefteå garnison     | I 21 – Västernorrland regemente    | Milo NN       | Västernorrlands län                  | Norrland NB 85     |

#### Brigadorganisationer
År 1989 fanns det inom Armén fyra brigadtyper. Två typer av infanteribrigader, en typ av pansarbrigad och en typ av norrlandsbrigad. Utöver dessa brigadtyper fanns det två brigader med en unik organisationsstruktur, då deras primära uppgift skilde sig mot övriga brigader. 
- MekB 10 – Södermanlandsbrigaden, i Strängnäs garnison, vars uppgift var försvar av Stockholmsregionen. Brigaden var av typ Ö (öppen terräng) och utrustad med mindre antal stridsvagnar än vad en pansarbrigad innehöll. Av brigadens tre manöverbataljoner, var en pansar och de två andra mekaniserade.
- PB 18 – Gotlandsbrigaden, i Visby garnison, vars uppgift var försvar av Gotland. Brigaden var en pansarbrigad av typ Brigad G, och hade fem manöverbataljoner (pansarbataljoner) jämfört med tre bataljoner vid övriga brigadtyper. En annan märkbar skillnad var att varje pansarbataljon inom brigaden endast hade ett kompani med stridsvagnar. Till skillnad från övriga brigader var PB 18 fullt bemannad även i fredstid.

##### Pansarbrigad 63

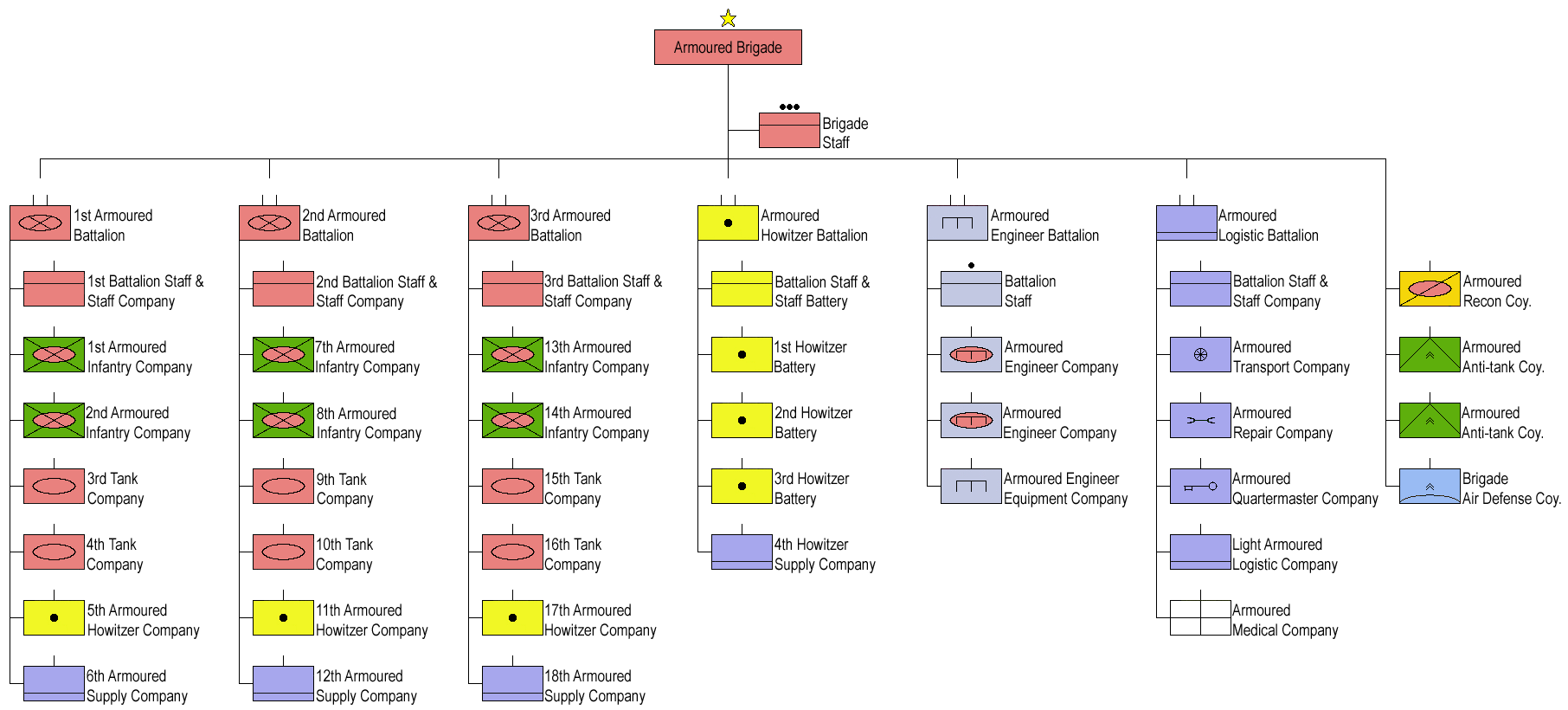
Organisationsschema över Pansarbrigad Typ 63M (klicka för förstoring)

Inom armén fanns det fyra pansarbrigader organiserade som Pansarbrigad 63M (ursprungligen typ PB 63). Varje brigad mönstrade 5,600 man, och samtliga brigader var koncentrerade till södra Sverige. De brigader som 1989 var organiserade som PB 63M var PB 7, PB 8, PB 9 och PB 26.
- Pansarbrigad[3]
  - Pansarbrigadstab
  - 3x Pansarbataljon, 1063 man, 587x stridsvagnsminor
    - Pansarbataljonsstab med pansarbataljonsstabskompani
    - 2x Pansarskyttekompani, 11x Pansarbandvagn 302
    - 2x Stridsvagnskompani, 12x Stridsvagn 101R/102R eller Stridsvagn 103 och 3x Pansarbandvagn 302
    - Pansarhaubitskompani, 4x 105mm m/40 haubits
    - Pansartrosskompani

  - Pansarhaubitsbataljon, 628 man
    - Pansarhaubitsbataljonsstab med pansarhaubitsbataljonsstabskompani
    - 3x Pansarhaubitskompani, 4x 155mm Haubits F
    - Haubitstrosskompani

  - Pansaringenjörsbataljon, 398 man, 880x stridsvagnsminor
    - Pansaringenjörsbataljonsstab
    - 2x Pansaringenjörskompani
    - Pansaringenjörsmaterielkompani

  - Pansarunderhållsbataljon, 766 man, tillhandahöll 112x Pansarskott m/86 och 1,500x stridsvagnsminor
    - Pansarunderhållsbataljonsstab med pansarunderhållsbataljonsstabskompani
    - Pansartransportkompani
    - Pansarreparationskompani
    - Pansarintendenturkompani
    - Pansarsjukvårdskompani
    - Lätt Pansarunderhållskompani

  - Pansarspaningskompani, 156 man, 6x Pansarbandvagn 302, 4x 90mm Pansarvärnspjäs 1110 (Pvpj 1110)
  - 1. pansarvärnskompaniet, 137 man, 6x RBS 55 (TOW), 220 stridsvagnsminor
  - Brigadluftvärnskompani, 154 man, 9x Robotsystem 70 (RBS 70) luftvärnsrobotsystem.

Haubits-, ingenjör- och logistikbataljonen hade samma numrering som brigaden. Detsamma gäller för spanings- och luftvärnskompanierna, samt kompanierna i underhållsbataljonen. De två pansarvärnskompanierna adderade brigadnumreringen med 1 och 2: till exempel pansarvärnskompanierna  vid PB 8 numrerades 81. pansarvärnskompaniet och 82. pansarvärnskompaniet. Kompanierna i ingenjörbataljon bar samma nummer som brigaden, med undantag för 2. pansaringenjörkompaniet, som hade brigadens numrering +100: till exempel PB 8:s pansaringenjörkompani numrerades 8. pansaringenjörkompaniet och 108. pansaringenjörkompaniet.

##### Infanteribrigad 66

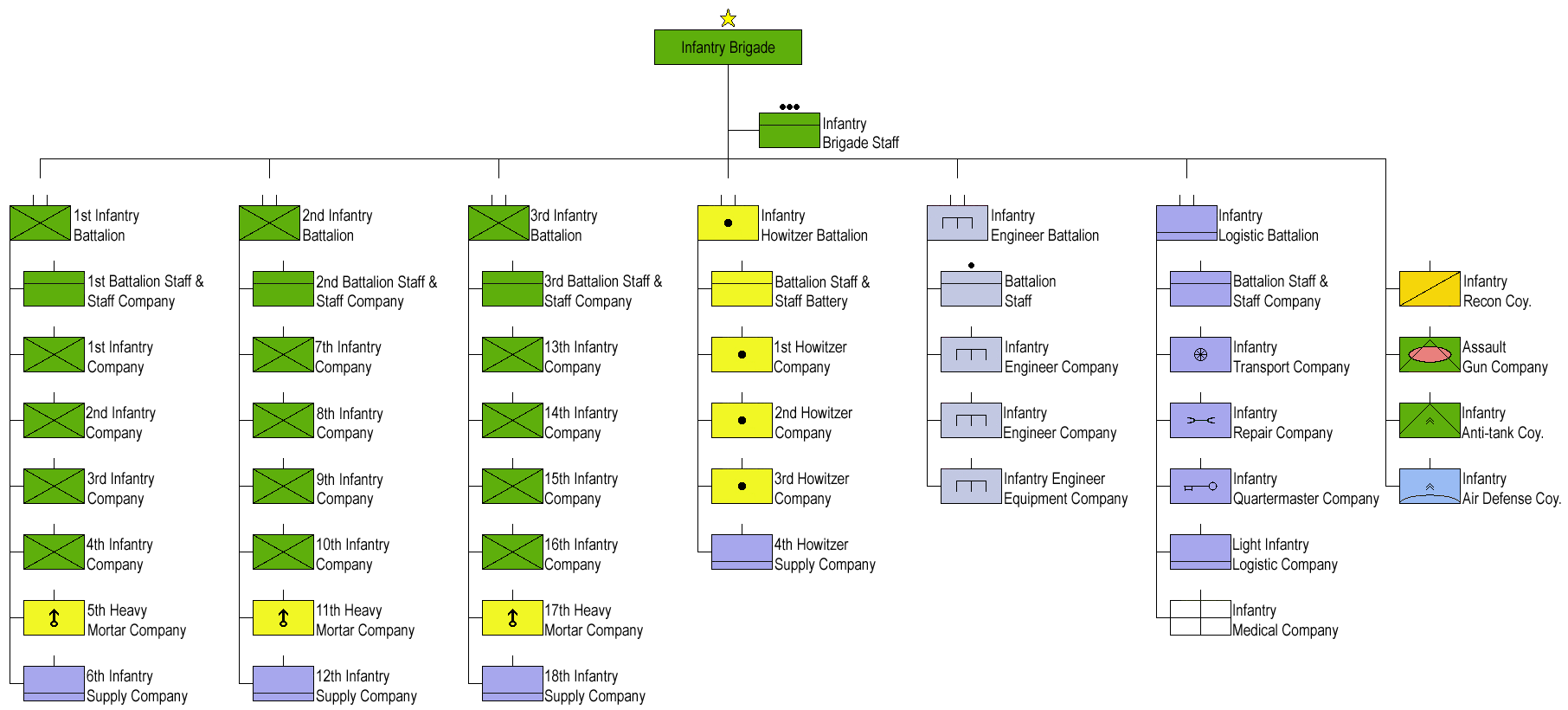
Organisationsschema över Infanteribrigad Typ 66M (klicka för förstoring)

Inom armén fanns det åtta infanteribrigader av Typ 66M (IB 66M). Varje brigad mönstrade 6,000 man. Infanteribrigad 66M kom främst att utvecklas främst för fördröjnings- och avvärjningsuppgifter i invasionsförsvarets kraftsamlingsriktningar. Brigaderna var utrustade med äldre utrustning, och hade inte blivit upptagna i organisation IB 77. Skillnaden mellan organisation IB 66 och IB 66M, var genom IB 66M organisationen tillfördes infanteriplutonerna en Bandvagn 202/203. De brigader som 1989 var organiserade som IB 66M var IB 3, IB 15, IB 17, IB 21, IB 41, IB 42, IB 43 och IB 44. I början av 1990-talet upplöstes samtliga IB 66M-brigader.
- Infanteribrigad
  - Infanteribrigadstab
  - 3x Skyttebataljon
    - Infanteribataljonsstab med infanteribataljonsstabskompani
    - 4x Skyttekompani, Lastbilar och Bandvagn 202/203
    - Tungt Granatkastarkompani, 4x 120mm Granatkastare m/41
    - Infanteritrosskompani

  - Infanterihaubitsbataljon
    - Infanterihaubitsbataljonsstab med infanterihaubitsbataljonsstabskompani
    - 3x Infanterihaubitskompani, 6x 105mm Haubits m/40
    - Infanterihaubitstrosskompani

  - Infanteriingenjörsbataljon
    - Infanteriingenjörsbataljonsstab
    - 2x Infanteriingenjörskompani
    - Infanteriingenjörsmaterielkompani

  - Infanteriunderhållsbataljon
    - Infanteriunderhållsbataljonsstab med infanteriunderhållsbataljonsstabskompani
    - Infanteritransportkompani
    - Infanterireparationskompani
    - Infanteriintendenturkompani
    - Infanterisjukvårdskompani
    - Lätt Infanteriunderhållskompani

  - Infanterispaningskompani
  - Infanteripansarvärnskompani, 90mm Pansarvärnspjäs 1110
  - Stormkanonkompani, 11x Strv 74
  - Infanteriluftvärnskompani, 9xRobotsystem 69 ( Redeye), 9x 20mm 20 mm Lvakan m/40-70

##### Infanteribrigad 77

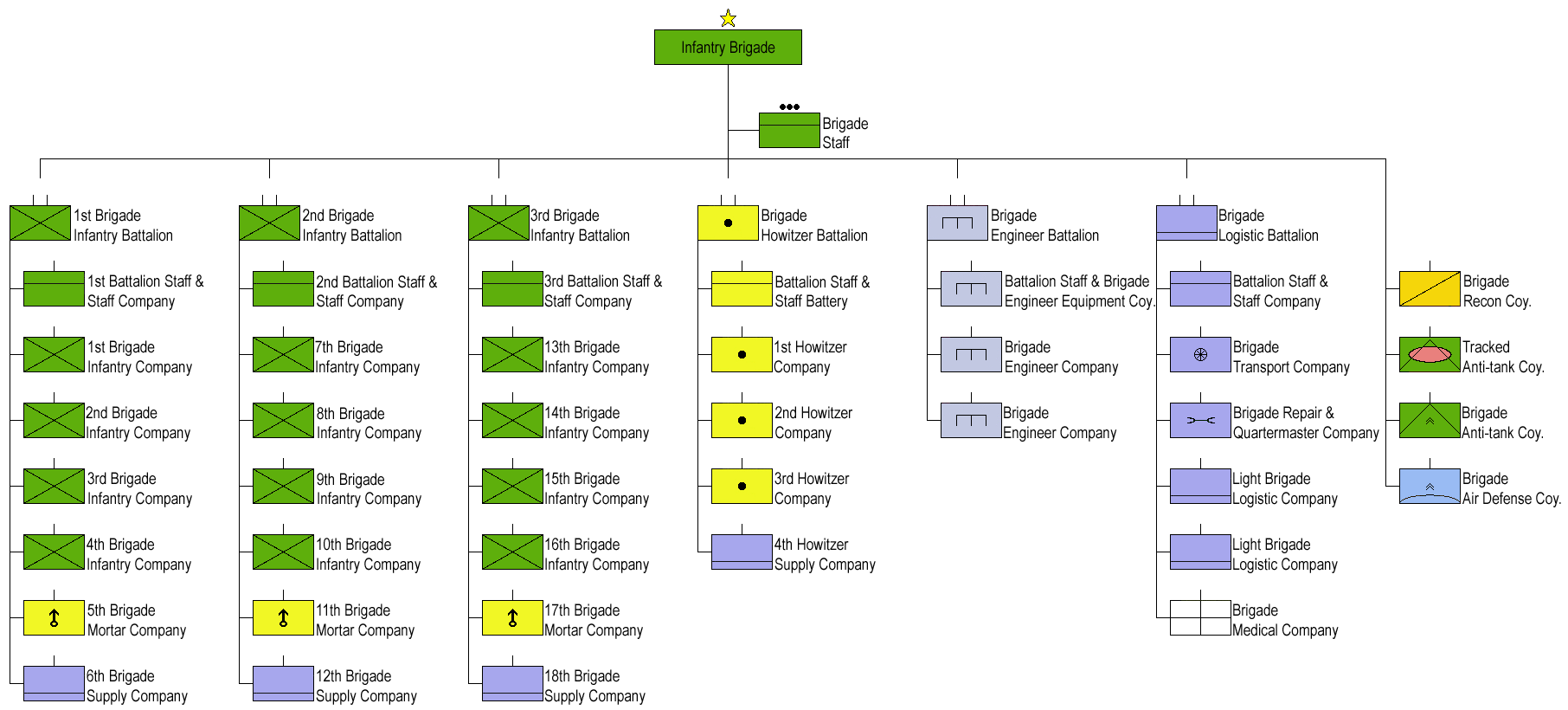
Organisationsschema över Infanteribrigad Typ 77 (klicka för förstoring)

Inom armén fanns det tio infanteribrigader av Typ Infanteribrigad 77R (IB 77R). Varje brigad mönstrade 5,200 man. IB 77 var efterföljaren till IB 66-organisationen, och innebar i huvudsak att infanteriet motoriserades, och all personal kunde förflyttas uppsuttna i huvudsak terrängfordon. När arméns började tillföras Robot 56 Bill, kom IB 77-organisationen utvecklas till IB 77R.
De brigader som var organiserade som IB 77, var arméns anfallsbrigader, och skulle med egna resurser kunna förflytta sig 500 kilometer per dygn. De brigader som 1989 var organiserade som IB 77R var IB 2, IB 33, IB 4, IB 11, IB 12, IB 14, IB 38, IB 46, IB 46 och IB 47.
- Infanteribrigad[6]
  - Infanteribrigadstab
  - 3x Brigadskyttebataljon, 959 man, 
    - Brigadskyttebataljonsstab och brigadskyttebataljonsstabskompani
    - 4x Brigadskyttekompani, Terrängfordon och Bandvagn 206/208
    - Brigadgranatkastarkompani, 6x 120mm Granatkastare m/41
    - Brigadtrosskompani

  - Brigadhaubitsbataljon, 589 man
    - Brigadhaubitsbataljonsstab med brigadhaubitsbataljonsstabskompani
    - 3x Brigadhaubitskompani, 4x 155mm Haubits 77A
    - Brigadhaubitstrosskompani

  - Brigadingenjörsbataljon, 403 man, över 8,500 minor
    - Brigadingenjörbataljonsstab med brigadingenjörmaterielkompani
    - 2x Brigadingenjörkompani

  - Brigadunderhållsbataljon, 700 man
    - Brigadunderhållsbataljonsstab med brigadunderhållsbataljonsstabskompani
    - Brigadtransportkompani
    - Brigadreparations- och intendenturkompani
    - Brigadsjukvårdskompani
    - 2x Lätt brigadunderhållskompani

  - Brigadspaningskompani, 108 man, 9x Terrängbil 11, 5x Terrängbil 13
  - Brigadpansarvärnskompani, 127 man, 6x 90mm Pansarvärnspjäs 1110, Robot 56 Bill 1
  - Bandpansarvärnskompani, 133 man, 12x Infanterikanonvagn 91
  - 1x Brigadluftvärnskompani, 216 man, 9x Robotsystem 70 (RBS 70) luftvärnsrobotsystem., 9x 20mm 20 mm Lvakan m/40-70

##### Norrlandsbrigad 85

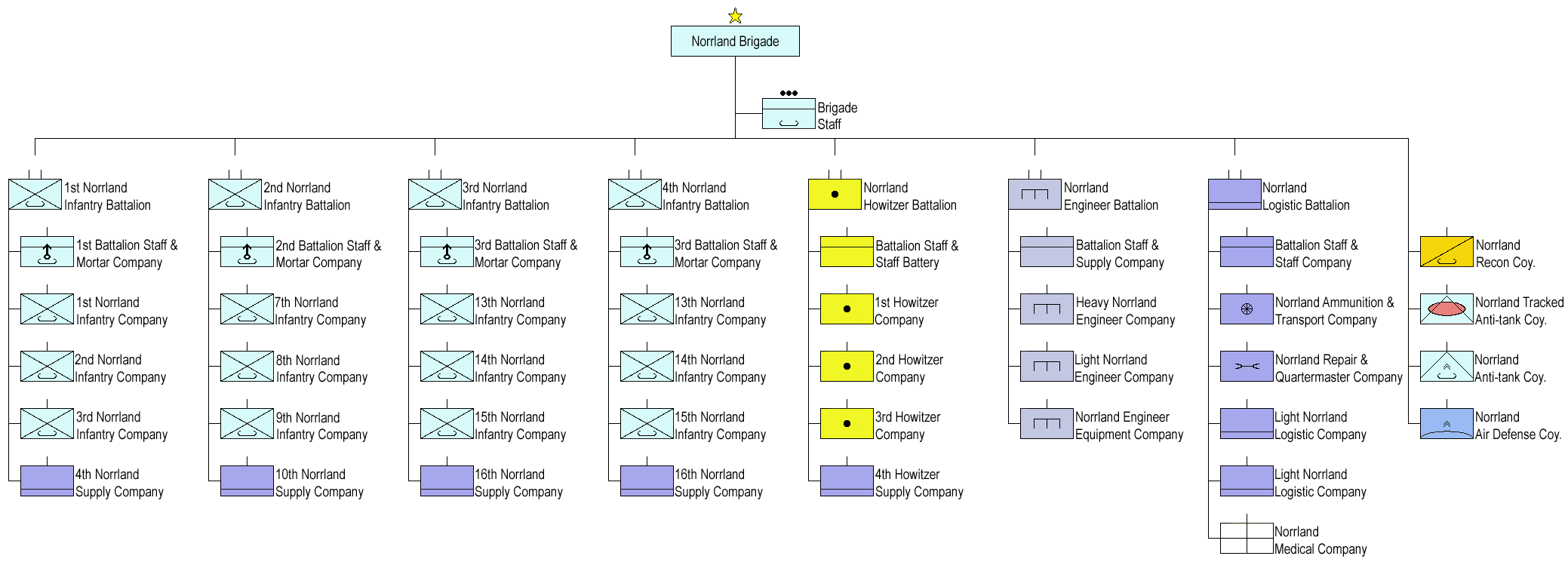
Organisationsschema över Norrlandsbrigad Type 85 (klicka för förstoring)

Inom armén fanns det fem Norrlandsbrigader av Typ Norrlandsbrigad 85 (NB 85). Varje Norrlandsbrigad mönstrade 5.500 man. Norrlandsbrigaderna var en infanteribrigad, utrustad och utbildad för strid i Norrland. Brigadtypen var en anfallsbrigad, och transporterades med Bandvagn 206/208. Brigaderna var baserades i Norrland och angränsande Dalarnas län, och var NB 13, NB 19, NB 35, NB 50 och NB 51.
- Norrlandbrigad[8]
  - Norrlandbrigadstab
  - 4x Norrlandsskyttebataljon, 770 man, 67x Bandvagn 206/208
    - Norrlandsskyttebataljonsstab och Granatkastarkompani, 6x 120mm Granatkastare m/41
    - 3x Norrlandsskyttekompani,
    - Norrlandstrosskompani

  - Norrlandshaubitsbataljon, 564 man
    - Norrlandshaubitsbataljonsstab med norrlandshaubitsbataljonsstabskompani
    - 3x Norrlandshaubitskompani, 4x 155mm Haubits 77A
    - Norrlandshaubitstrosskompani

  - Norrlandsingenjörsbataljon, 532 man, över 14,000 minor
    - Norrlandsingenjörbataljonsstab med norrlandsingenjörsbataljonsstabs- och trosskompani
    - Tungt Norrlandsingenjörkompani
    - Lätt Norrlandsingenjörkompani
    - Norrlandsingenjörsmaskinkompani

  - Norrlandsunderhållsbataljon, 768 man
    - Norrlandsunderhållsbataljonsstab med norrlandsunderhållsbataljonsstabskompani
    - Norrlandsammunitions- och transportkompani
    - Norrlandsreparations- och intendenturkompani
    - Norrlandssjukvårdskompani
    - 2x Lätt Norrlandsunderhållskompani

  - Norrlandsspaningskompani, 117 man, 18x Bandvagn 202.
  - Norrlandspansarvärnskompani, 93 man, 6x Robot 55 pansarvärnsrobot
  - Norrlandsbandpansarvärnskompani, 132 man, 12x Infanterikanonvagn 91
  - Norrlandsluftvärnskompani, 193 man, 9x Robotsystem 70 (RBS 70) luftvärnsrobotsystem

### Flygvapnet

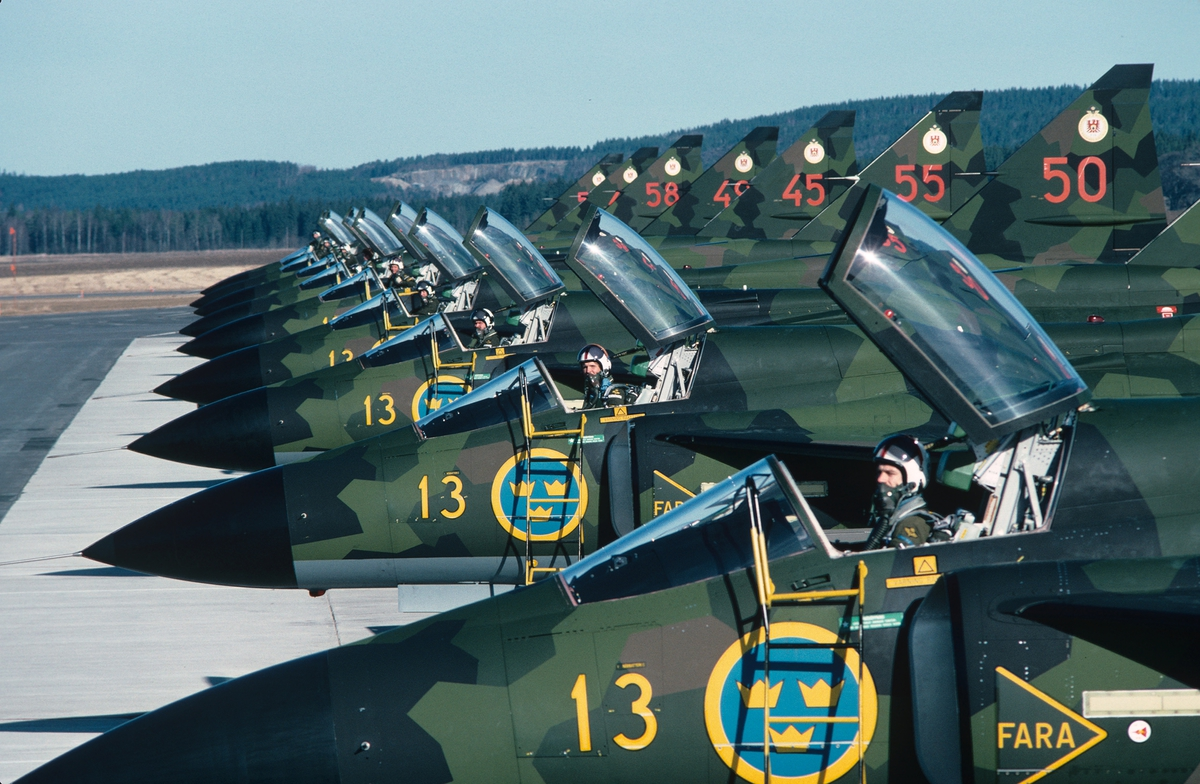
JA 37 Viggen ur 132. jaktflygdivisionen uppställda 1982 vid Bråvalla flygflottilj.

Inom Flygvapnet stod jaktflygflottiljer under befäl av fyra luftförsvarssektorer, medan spanings- och attackflygflottiljerna stod under Attackeskaderns E 1) befäl. Eskadern kallades populärt för ÖB:s klubba, då den stod operativt direkt under hans befäl.
Flygvapnets resurser efter mobilisering i läge juni 1987 framgår av nedan sammanställning av attackflyg-, jaktflyg- och spaningsflygdivisioner:
- 7x jaktflygdivisioner, med JA 37 Viggen – jaktflygplan.
- 4x jaktflygdivisioner, med J 35J Draken – jaktflygplan.
- 5.5x attackflygdivisioner, med AJ 37 Viggen – attackflygplan.
- 3x spaningsflygdivisioner, med SF 37 Viggen/SH 37 Viggen – spaningsflyg.
- 4x Lätt attackflygdivisioner, med Saab 105C – lätt attackflygplan (ursprungligen skolflygplan).

År 1989 kvarstod endast tre Drakendivisioner kvar inom Flygvapnet. Samtliga Drakendivisioner var baserade vid F 10 i Ängelholm, och fungerade som ett stöd till den tidigare exporten av flygplanssystemet till Danmark, Finland och Österrike. De sju Viggendivisionerna hade blivit åtta, och var baserade vid F 4, F 13, F 16, F 17 och F 21. F 5 och F 16 vidmakthöll de fyra lätta attackflygdivisionerna, vilka i fredstid utbildade flygförare till Flygvapnet.

#### Flygvapnet 1989
Nedan anges de flottiljer, eskadrar, skolor och divisioner som var aktiva 1989, och svarade för förband till krigsorganisationen.
- Flygstaben, i Stockholm
  - FMU – Flygvapnets medicinska undersökningscentral, i Stockholm
  - E 1 – Attackeskadern, i Göteborg
    - F 6 – Västgöta flygflottilj, baserad på Karlsborgs flygbas
      - 61. attackflygdivisionen, med AJ 37 Viggen – attackflygplan.
      - 62. attackflygdivisionen, med AJ 37 Viggen – attackflygplan.

    - F 7 – Skaraborgs flygflottilj, baserad på Såtenäs flygbas
      - 71. attackflygdivisionen, med AJ 37 Viggen – attackflygplan.
      - 72. attackflygdivisionen, med AJ 37 Viggen – attackflygplan.
      - 71. Transportflygdivisionen, med 8x C-130H Hercules och 4x Super King Air 200
      - Flygbasjägarskolan, Flygbasjägare

    - F 15 – Hälsinge flygflottilj, baserad på Söderhamns flygbas
      - 151. attackflygdivisionen, med AJ 37 Viggen – attackflygplan.
      - 152. attackflygdivisionen, med AJ 37 Viggen (attackflygplan) och Sk 37 Viggen (tvåsitsigt skolflygplan).

  - F 4/Se NN – Jämtlands flygflottilj / Luftförsvarssektor Nedre Norrland (täckte geografiskt Milo NN), baserad på Frösö flygbas
    - 41. jaktflygdivisionen, med JA 37 Viggen – jaktflygplan.
    - 42. jaktflygdivisionen, med JA 37 Viggen – jaktflygplan.

  - F 10/Se S – Skånska flygflottiljen / Luftförsvarssektor Syd (täckte geografiskt Milo S och Milo V), baserad på Ängelholms flygbas
    - 101. jaktflygdivisionen, med J 35J Draken – jaktflygplan.
    - 102. jaktflygdivisionen, med J 35J Draken – jaktflygplan.
    - 103. jaktflygdivisionen, med J 35J Draken – jaktflygplan.

  - F 13 – Bråvalla flygflottilj, baserad på Bråvalla flygbas
    - 131. spaningsflygdivisionen, med SF 37 Viggen (fotospaningsflygplan), och SH 37 Viggen (havsövervakningsflygplan).
    - 132. jaktflygdivisionen, med JA 37 – jaktflygplan.
    - FV UndS – Flygvapnets underrättelseskola
    - F 13 Malmen – Bråvalla flygflottilj, detachement på Malmens flygbas
      - MFD – Målflygdivisionen, med 6x J 32D Lansen (målbogserare), och 12x J 32E Lansen (störflygplan).

    - F 13 Tullinge – Bråvalla flygflottilj, detachement på Tullinge flygbas
    - F 13 Gotland – Bråvalla flygflottilj, detachement på Visby flygplats

  - F 16/Se M – Upplands flygflottilj / Luftförsvarssektor Mitt (täckte geografiskt Milo Ö, Milo B och MKG), baserad på Ärna flygbas
    - 162. jaktflygdivisionen, med JA 37 Viggen – jaktflygplan.
    - 163. jaktflygdivisionen, med JA 37 Viggen – jaktflygplan.
    - 165. skolflygdivisionen, med Saab 105A/B/C – skolflygplan (lånade från F 5)

  - F 17 – Blekinge flygflottilj, baserad på Kallinge flygbas
    - 171. jaktflygdivisionen, med JA 37 Viggen – jaktflygplan.
    - 172. spaningsflygdivisionen, med SF 37 Viggen (fotospaningsflygplan), och SH 37 Viggen (havsövervakningsflygplan).

  - F 21/Se ÖN – Norrbottens flygflottilj / Luftförsvarssektor Övre Norrland (täckte geografiskt Milo ÖN), baserad på Kallax flygbas
    - 211. spaningsflygdivisionen, med SF 37 Viggen (fotospaningsflygplan), och SH 37 Viggen (havsövervakningsflygplan).
    - 212. jaktflygdivisionen, med JA 37 Viggen – jaktflygplan.
    - 213. jaktflygdivisionen, med JA 37 Viggen – jaktflygplan.

#### Flygvapnets skolor
År 1989 utbildade flygvapnet dess piloter och markpersonal på följande skolor:
- Flygstaben, Stockholm
  - F 5 – Krigsflygskolan, baserad på Ljungbyheds flygplats
    - 1. skolflygdivisionen, med Saab 105A/B/C – skolflygplan
    - 2. skolflygdivisionen, med Saab 105A/B/C – skolflygplan
    - 3. skolflygdivisionen, med Saab 105A/B/C – skolflygplan
    - 4. skolflygdivisionen (reservofficersutbildning), med Saab 1055A/B/C – skolflygplan
    - 5. skolflygdivisionen (grundläggande flygutbildning), med Sk 61A/B/C
    - Flygvapnets flygskola
    - Flygtrafiktjänstskolan
    - Trafikflyghögskolan
    - Flygtrafiktjänstskolan
    - Flygvapnets väderskola

  - F 14 – Flygvapnets Halmstadsskolor, baserad på Halmstads flygplats
    - Flygvapnets officershögskola
    - Flygvapnets sambands- och stabstjänstskola
    - Flygvapnets tekniska skola
    - Flygvapnets markteletekniska skola
    - Flygvapnets basbefälsskola
    - Flygvapnets markteletekniska skola

  - F 20 – Flygvapnets Uppsalaskolor, baserad på Ärna flygplats
    - Flygvapnets krigshögskola
    - Flygvapnets flygbefälsskola
    - Flygvapnets stridslednings- och luftbevakningsskola
    - Försvarets tolkskola

#### Flygvapnets flotta

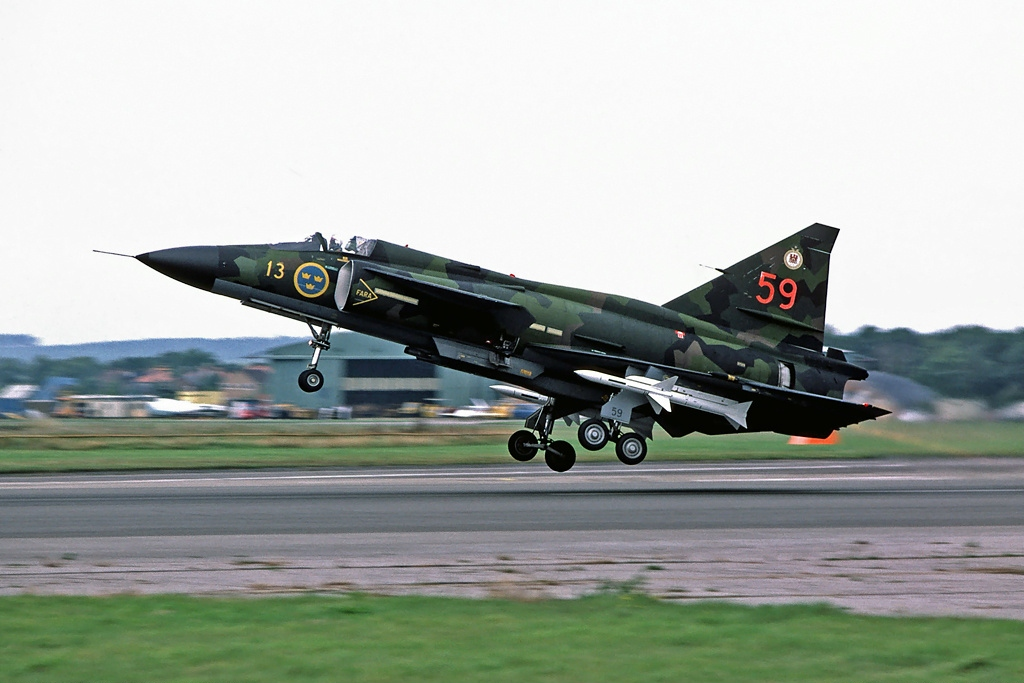
JA 37 Viggen vid Bråvalla flygflottilj 1982

År 1989 bestod Flygvapnets flotta av:
- 149x JA 37 Viggen – jaktflygplan
- 106x AJ 37 Viggen – attackflygplan
- 28x SF 37 Viggen – fotospaningsflygplan
- 28x SH 37 Viggen – spanings- och havsövervakningsflygplan
- 18x Sk 37 Viggen – skolflygplan
- 66x J 35J Draken – jaktflygplan
- 150x Saab 105A – skolflygplan och lätt attackflygplan
- 6x J 32D Lansen – målbogserare
- 14x J 32E Lansen – elektroniskt störflygplan
- 58x Sk 61A/Sk 61B (11x individer överfördes 1989 från arméflyget).
- 8x Tp 84 – transportflygplan
- 4x Tp 101 – transportflygplan
- 7x Hkp 3B – medeltung transporthelikopter
- 10x Hkp 4A – medeltung helikopter, började 1988 att överföras till marinflyget
- 4x Hkp 9B – lätt helikopter, flygräddningshelikopter
- 2x Hkp 10A – medeltung helikopter, åtta individer levererades under 1990/1991, som ersättare till Hkp 4.

Utöver de flygplan och helikoptrar som var i aktiv tjänst, fanns cirka 200–300 individer av J 35 Draken magasinerade, som en operativ reserv. I krigstid kunde Flygvapnet mobilisera 7x Stridsledning och luftbevakningsbataljoner och 33X basbataljoner, varav en del hade i uppgift att bemanna och aktivera flygbaser samt reservbanor inom Bas 90-systemet. Reservbanor var i regel flygrakor baserade på landsvägar, till exempel riksväg 21 i höjd med Ljungbyhed. Flygbaserna och landsvägsbanorna fanns spridda över hela Sverige, och dess geografiska lokalisering var hemlig.

### Marinen

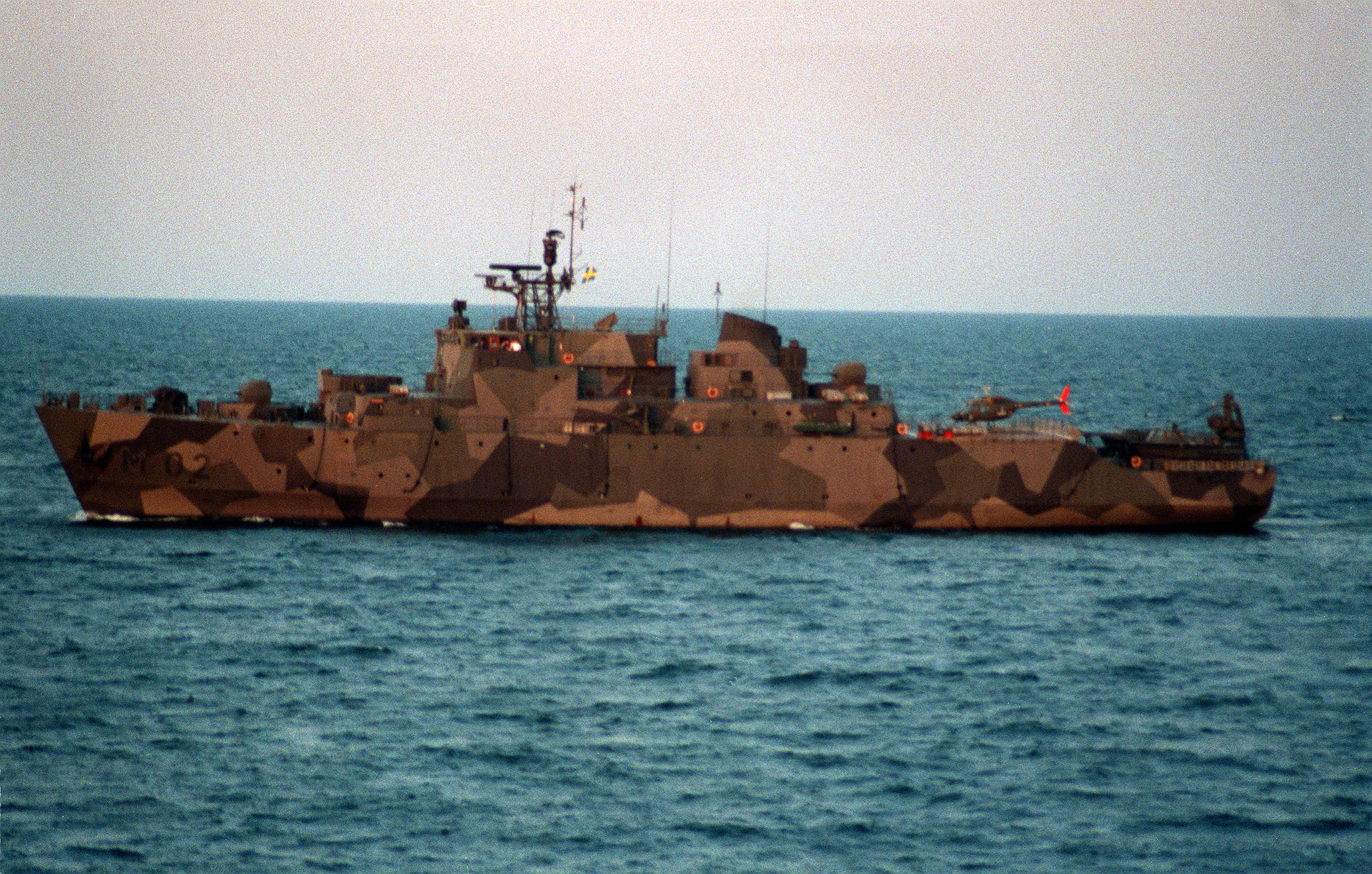
Flottans HMS Älvsborg (M02), stabs- och lagfartyg, minfartyg

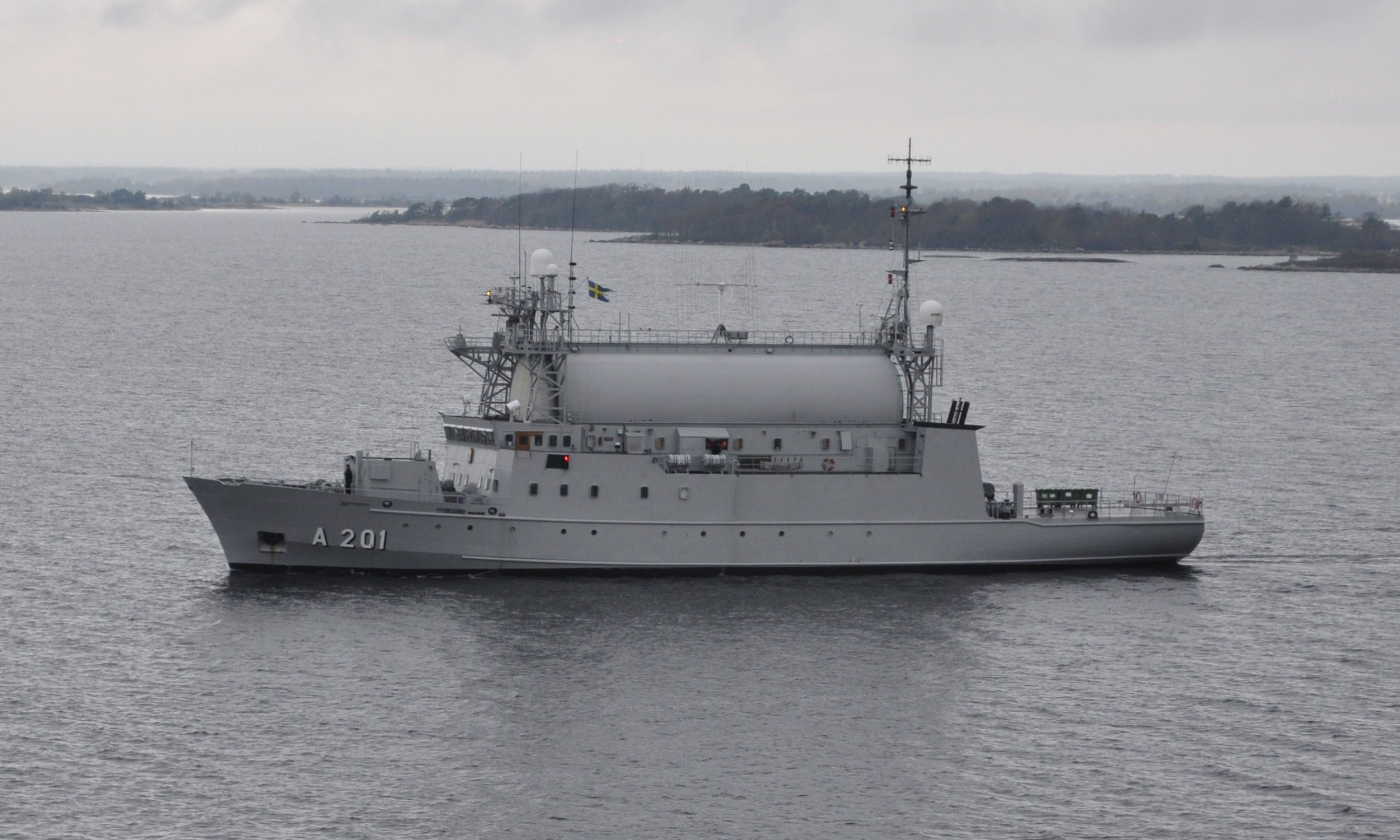
Flottans HMS Orion (A201), signalspaningsfartyg

Den enda enhet som stod under direkt befäl av Marinstaben var 1. Ubflj - 1. ubåtsflottiljen (1.ubflj), där samtliga ubåtar fanns samlade inom flottan. Alla andra marina enheter och skolor stod under respektive Militärbefälhavare, och Gotlands militärkommando i krigstid. Flottans resurser efter mobilisering i läge juni 1987 framgår av nedan sammanställning
- 4x Torpedbåts-,/kustkorvett-,/robotbåtsdivisionener
- 4x Patrullbåtsdivisioner
- 2x Ubåtsflottiljer (motsvarande)
- 6x Minfartygsflottiljer
- 8x Minröjningsflottiljer
- 8x Helikopterdivisioner

År 1989 hade Marinen reducerat antalet divisioner och kombinerade de åtta helikopterdivisionerna i tre större helikoptergrupper. Kustkorvett- och robotbåtsdivisionerna reducerades till tre och minfartygs- och minröjningsdivisionerna reducerades till fyra.

#### Flottan 1989
Nedan anges de baser, flottiljer, skolor och divisioner som var aktiva 1989, och svarade för förband till krigsorganisationen.
- Marinstaben, Stockholm
  - Kustartilleriets stridsskola, i Näsbypark
  - ÖrlB O - Ostkustens örlogsbas, i Muskö
  - ÖrlB S - Sydkustens örlogsbas, i Karlskrona
  - MKV - Västkustens marinkommando, i Göteborg
  - MKN - Norrlandskustens marinkommando, i Härnösand
  - BoMö - Malmö marina bevakningsområde, i Malmö
  - 1. ubåtsflottiljen, i Muskö
    - HMS Älvsborg (M02), stabs- och lagfartyg och minfartyg
    - 1. ubåtsdivisionen
      - 4x Västergötland-klass, ubåt (HMS Västergötland, HMS Hälsingland, HMS Södermanland, HMS Östergötland)
      - 4x Sjöormen-klass, ubåt (HMS Sjöormen, HMS Sjöbjörnen, HMS Sjöhästen, HMS Sjölejonet)

    - 2. ubåtsdivisionen
      - 3x Näcken-klass, ubåt (HMS Näcken, HMS Najad, HMS Neptun)
      - 1x Sjöormen-klass ubåt (HMS Sjöhunden)

    - Dykdivisionen (Ubåtsbärgning)
      - HMS Belos (A214), Ubåtsbärgningsfartyg

  - 1. ytattackflottiljen, baserad på Berga örlogsbas, Hårsfjärden
    - 10. kustkorvettdivisionen
      - 2x Stockholm-klass, korvett (HMS Stockholm (K11), HMS Malmö (K12))

    - 11. robotbåtsdivisionen
      - 6x Norrköping-klass, robotbåt (HMS Umeå (R137), HMS Piteå (R138), HMS Luleå (R139), HMS Halmstad (R140), HMS Strömstad (R141), HMS Ystad (R142))

    - 13. patrullbåtsdivisionen
      - 4x Hugin-klass, patrullbåt (HMS Vale (P155), HMS Vidar (P156), HMS Mjölner (P157), HMS Mysing (P158))

    - 14. patrullbåtsdivisionen,
      - 4x Hugin-klass, patrullbåt (HMS Kaparen (P159), HMS Väktaren (P160), HMS Snapphanen (P161), HMS Spejaren (P162))

  - 4. ytattackflottiljen, i Karlskrona
    - 44. robotbåtsdivisionen
      - 6x Norrköping-klass, robotbåt (HMS Norrköping (R131), HMS Nynäshamn (R132), HMS Norrtälje (R133), HMS Varberg (R134), HMS Västerås (R135), HMS Västervik (R136))

    - 46. patrullbåtsdivisionen
      - 4x Hugin-klass, patrullbåt (HMS Styrbjörn (P163), HMS Starkodder (P164), HMS Tordön (P165), HMS Tirfing (P166))

    - 48. patrullbåtsdivisionen, Göteborg,
      - 4x Hugin-klass, patrullbåt (HMS Hugin (P151), HMS Munin (P152), HMS Magne (P153), HMS Mode (P1514)

  - 2. minkrigsavdelningen, baserad på Musköbasen
    - 211. minkrigsdivisionen
      - 7x Landsort-klasss, minröjningsfartyg (HMS Landsort (M71), HMS Arholma (M72), HMS Koster (M73), HMS Kullen (M74), HMS Vinga (M75), HMS Ven (M76), HMS Ulvön (M77))

  - 5. minkrigsavdelningen, baserad på Musköbasen
    - 2x minfartyg (HMS Visborg (M03), HMS Carlskrona (M04))
    - 1x Arkö-klass, minsvepare (HMS Nämdö (M67))

  - 6. minkrigsavdelningen, baserad på Musköbasen
    - 611. minkrigsdivisionen
      - 4x Arkö-klass, minsvepare (HMS Arkö (M57), HMS Skaftö (M62), HMS Nämdö (M67), HMS Blidö (M68))

    - 1. dykdivisionen
      - 4x minsvepare (HMS M20, HMS M21, HMS M24, HMS M25) samt röjdykardivisionen

  - 14. trängdivisionen, baserad på Musköbasen
    - HMS Orion (A201), signalspaningsfartyg
    - 1x tankfartyg (HMS Brännaren (A228))
    - 3x trängfartyg/bogserbåt (HMS Achilles (A251), HMS Ajax (A252), HMS Hermes (A253))
    - 4x trängfartyg (HMS Hägern (A246), HMS Sigrun (A256), HMS Loke (A344), HMS Utö (A261))
    - 1x mintransportfartyg (HMS Minören (A237)),
    - 1x torped- och robotbärgningsfartyg (HMS Pingvinen (A248))
    - 1x stab- och lagfartyg (HMS Gålö (A263))

  - 1. skoldivisionen in Stockholm
    - 2x segelfartyg (HMS Gladan (S01), HMS Falken (S02))
    - 3x övningsfartyg (HMS Jägaren (P150), HMS Tjurkö (M53), HMS Ornö (M55))

  - Provturskommando kustkorvett typ Göteborg "Göteborg-klass (korvett)"

Utöver ovanstående fartyg, ingick ett antal lätt beväpnade kustpatrullfartyg: HMS Arild (V03), HMS Viken (V04), HMS Öregrund (V05), HMS Slite (V06), HMS Marstrand (V07), HMS Lysekil (V08), HMS Dalarö (V09), HMS Sandhamn (V10) och HMS Östhammar (V11).
Vid mobilisering kunde svenska marinen mönstra in fiskeminsvepare (civila trålare) som örlogsfartyg i svenska marinen med uppgift att röja sjöminor: HMS Gåssten (M31), HMS Norsten (M32), HMS Viksten (M33, HMS Orust (M41), HMS Tjorn (M42), HMS Hisingen (M43), HMS Blackan (M44), HMS Dämman (M45), HMS Galten (M46), HMS Gillöga (M47), HMS Rödlöga (M48) and HMS Svartlöga (M49). Dessa fartyg kom internt inom flottan att kalls för fiskesmackar.

#### Kustartilleriet

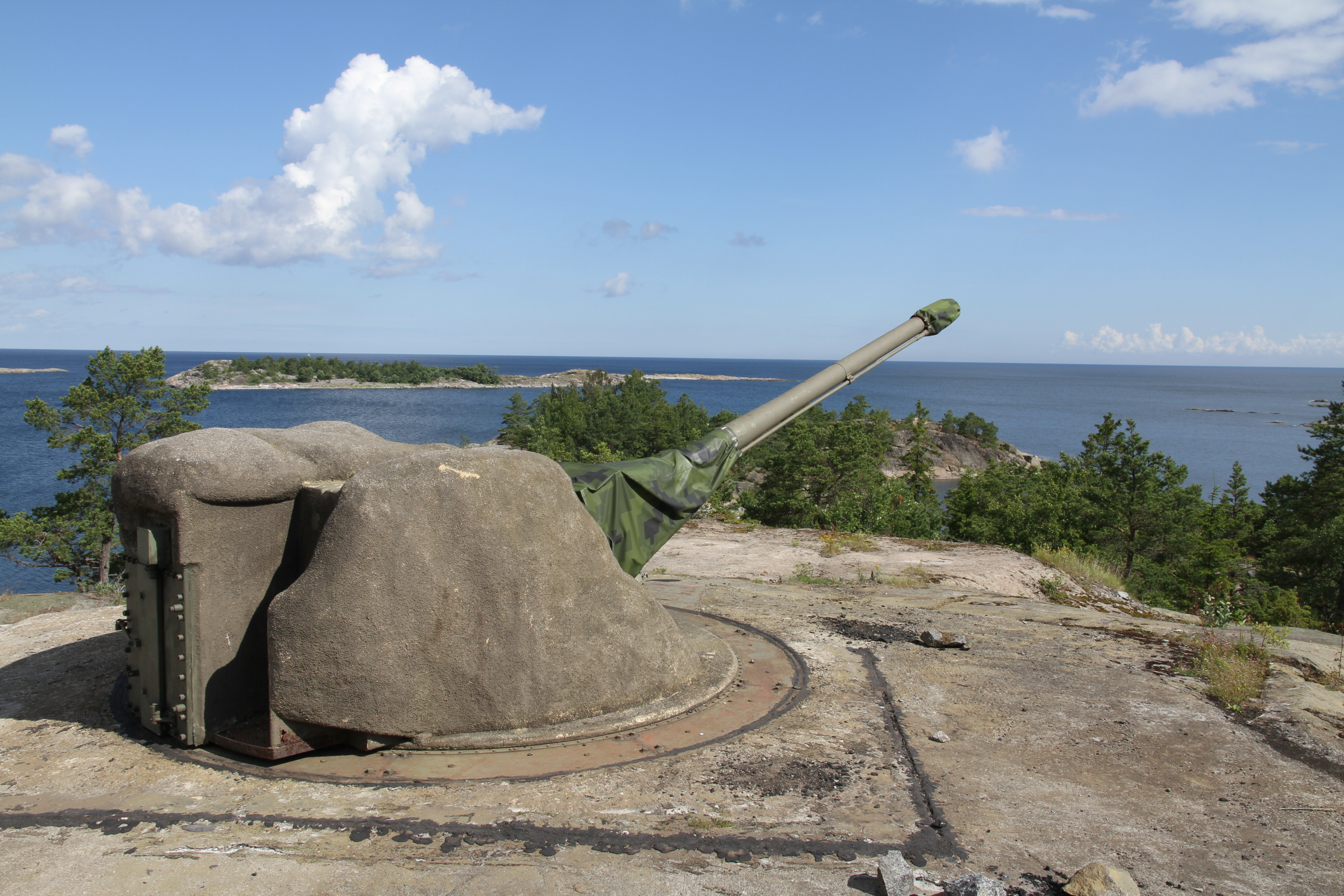
105mm Tornautomatpjäs m/50 på Arholma

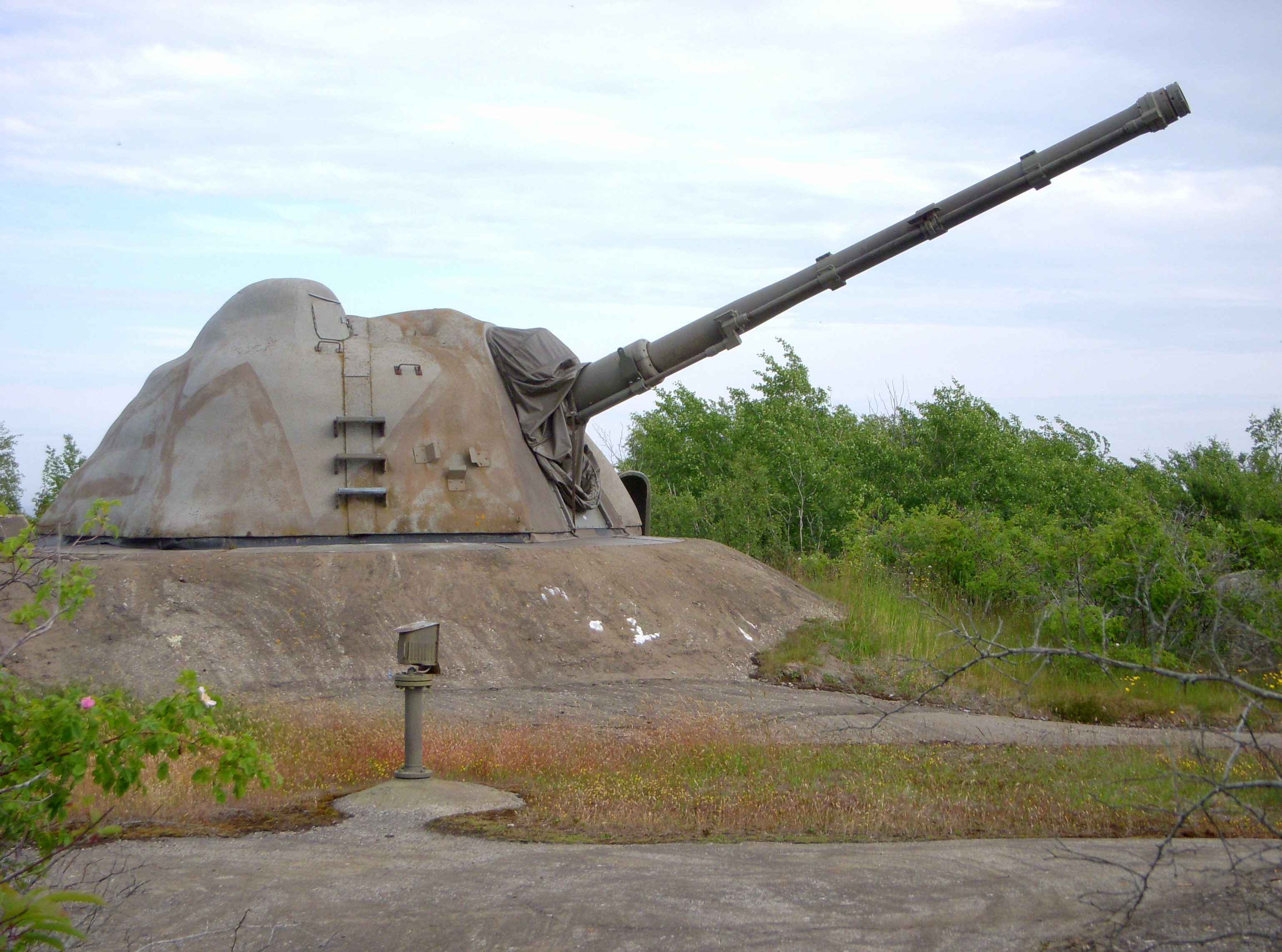
120mm Tornautomatpjäs m/70 på Landsort

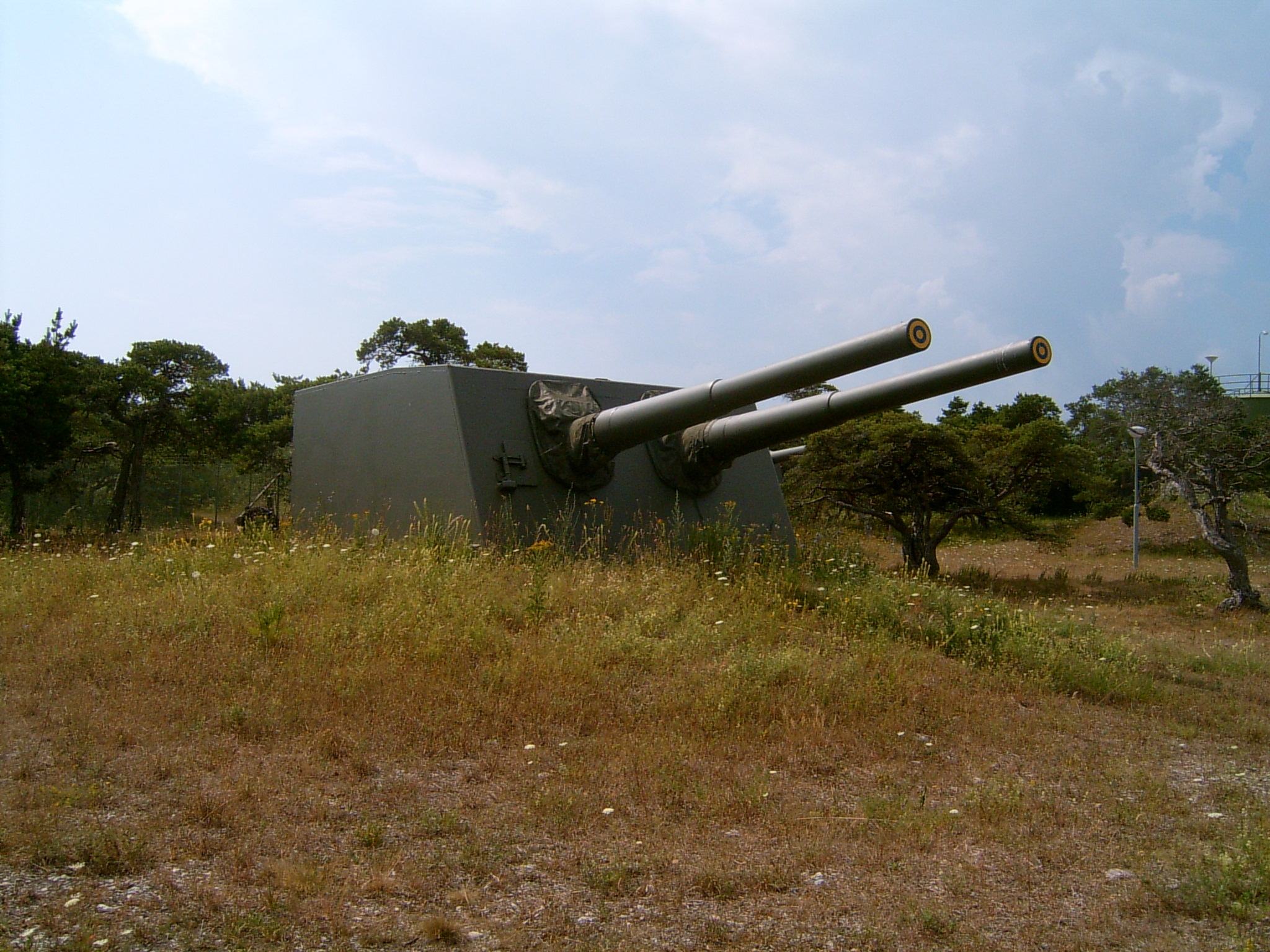
152mm Kustartilleripjäs m/51 på Gotland

Det svenska kustartilleriet hade i uppdrag att förhindra amfibiska landstigningar av fientliga styrkor på den svenska kusten. För att uppfylla sitt uppdrag, hade kustartilleriet en varierad blandning av enheter:
- 19x Spärrbataljon, bemanning av fasta artilleripositioner.
- 6x Rörliga spärrbataljon, ett batteri 3x rörlig 75mm tornpjäs m/65, ett batteri med sjömålsroboten robot 52.
- 3x Kustartillerietbataljon, med tre batterier av 4x 120mm kustartilleripjäs m/80
- 4x Kustrobotbatteri, med sjömålsroboten robot 08  (senare reducerat till ett batteri med sjömålsroboten robotsystem 15
- ?x Rörligt spärrkompani, ett lättkompani bestående av ett robotbatteri med sjömålsroboten robot 52, och en rörlig minspärrtropp. Kompaniet hade egna båttransportmedel.
- 1x Kustartillerietbatteri, med 3x rörliga 152mm kustartilleripjäs m/37

I fredsorganisationen var utbildningen och materielansvaret fördelat på fem kustartilleriregementen:
- Marinstaben, Stockholms garnison
  - KA 1 – Vaxholms kustartilleriregemente, i Vaxholm
    - Spärrbataljon Roten (RN), två batterier beväpnade med 75mm tornpjäs m/57 på Råstensudde, Roten samt Singö.
    - Spärrbataljon Söderarm (SA), tre batterier 75mm tornpjäs m/57 på Söderarm, Långskär och Gisslingö, två batterier 105mm tornautomatpjäs m/50 på Arholma och Ovanskär, samt ett batterier 120mm Tornautomatpjäs m/70 på Söderarm.
    - Spärrbataljon Ornö (OR), två batterier 75mm tornpjäs m/57 på Mörtö-Bunsö och Korsö samt fyra batterier 105mm tornautomatpjäs m/50 på Bodskär och Nåttarö.
    - Spärrbataljon Landsort (SA), två batterier 75mm tornpjäs m/57 på Kolgårdsholmen och Mällsten, och  ett batteri 120mm Tornautomatpjäs m/70 på Landsort
    - Spärrbataljon Bråviken (BÅ), tre batterier 75mm tornpjäs m/57 på Femörefortet, Arkösund och Bråviken
    - 2. kustartilleribataljonen, tre batterier 4x rörlig 120mm kustartilleripjäs m/80
    - HMS Skramsösund (17) – minutläggare
    - HMS Barösund (19) – minutläggare
    - HMS Arkösund (12) – minutläggare
    - HMS Furusund (20) – minutläggare

  - KA 2 – Karlskrona kustartilleriregemente, Karlskrona
    - Spärrbataljon Ystad (YD/SI/TE), sju batterier 75mm tornpjäs m/57 i Malmö, Trelleborg, Ystad, Simrishamn, Karlshamn, Järnavik och Aspö, två batterier 120mm tornautomatpjäs m/70 i Trelleborg och Ystad
    - 1. kustartilleribataljonen tre batterier 4x rörlig 120mm kustartilleripjäs m/80 för gruppering längs skånska kusten.
    - 3. kustartilleribataljonen tre batterier 4x rörlig 120mm kustartilleripjäs m/80 för gruppering längs Blekinge kusten.
    - 1. rörliga spärrbataljonen, ett batteri 3x rörlig 75mm tornpjäs m/65, ett batteri med sjömålsrobot robot 52, och en minspärrtropp i Västervik för försvar av marinbasen i Orrfjärde.
    - 6. rörliga spärrbataljonen, ett batteri 3x rörlig 75mm tornpjäs m/65,ett batteri med sjömålsrobot robot 52, och en minspärrtropp för försvar av skånska östkusten.
    - Tungt kustrobotbatteri, sjömålsrobot robot 08.
    - Okänt antal rörliga spärrkompanier, bestående av ett robotbatteri med sjömålsroboten robot 52, och en rörlig minspärrtropp.
    - HMS Kalmarsund (13) – minutläggare
    - HMS Öresund (18) – minutläggare

  - KA 3 – Gotlands kustartilleriregemente, i Fårösund
    - Spärrbataljon Trelge (TG), fyra batterier 3x 75mm tornpjäs m/65 vid Kappelshamn, Ljugarn och S:t Olofsholm på Gotland och Ryssnäs på Fårö,
    - Spärrbataljon Slite (SE), ett batteri 3x 120mm tornautomatpjäs m/70 vid Slite
    - Spärrbataljon Bungenäs (BN), ett batteri 3x 152mm torndubbelpjäs m/51 vid Bungenäs
    - Spärrbataljon, ett batteri 3x rörlig 75mm tornpjäs m/65, ett batteri sjömålsrobot robot 52, och en rörlig minspärrtropp.
    - Tungt kustrobotbatteri, sjömålsrobot robot 08.
    - 7. kustartilleribatteriet i Bunge, 3x rörliga 152mm kustartilleripjäs m/37.
    - HMS Fårösund (16) – minutläggare

  - KA 4 – Älvsborgs kustartilleriregemente, Göteborgs garnison
    - Spärrbataljon, tre batterier 75mm tornpjäs m/57 på Galterö, Marstrandsön och Stora Kornö, med täckning över inloppet till marinbasen i Gullmarn.
    - HMS Kalvsund (11) – minutläggare
    - HMS Grundsund (15) – minutläggare

  - KA 5 – Härnösands kustartilleriregemente, Härnösand
    - Spärrbataljon Hemsö (HÖ) täckte marinbasen i Härnösand samt inloppet till Ångermanälven, tre batterier torndubbelpjäs m/51, två batterier 75mm tornpjäs m/57 Hemsön och Härnön.
    - Spärrbataljon Holmsund (HO) covering Umeå, ett batteri 120mm tornautomatpjäs m/70 på Holmögadd, ett batteri 75mm tornpjäs m/57 på Bredskär
    - Spärrbataljon Gävle (GE),ett batteri 4x 152mm kustartilleripjäs m/98, två batterier 3x 75mm kustartilleripjäs m/05-10.
    - Spärrbataljon Sundsvall (SL), ett batteri 3x 15,2 cm kustartilleripjäs m/98, två batterier 3x 75mm kustartilleripjäs m/05-10, ett batteri 75mm tornpjäs m/57 i Nyhamn.
    - Spärrbataljon Luleå (LU), ett batteri 3x 15,2 cm kustartilleripjäs m/98, ett batteri 3x 57mm snabbskjutande m/89
    - HMS Alnösund (14) – minutläggare

#### Marinflyget

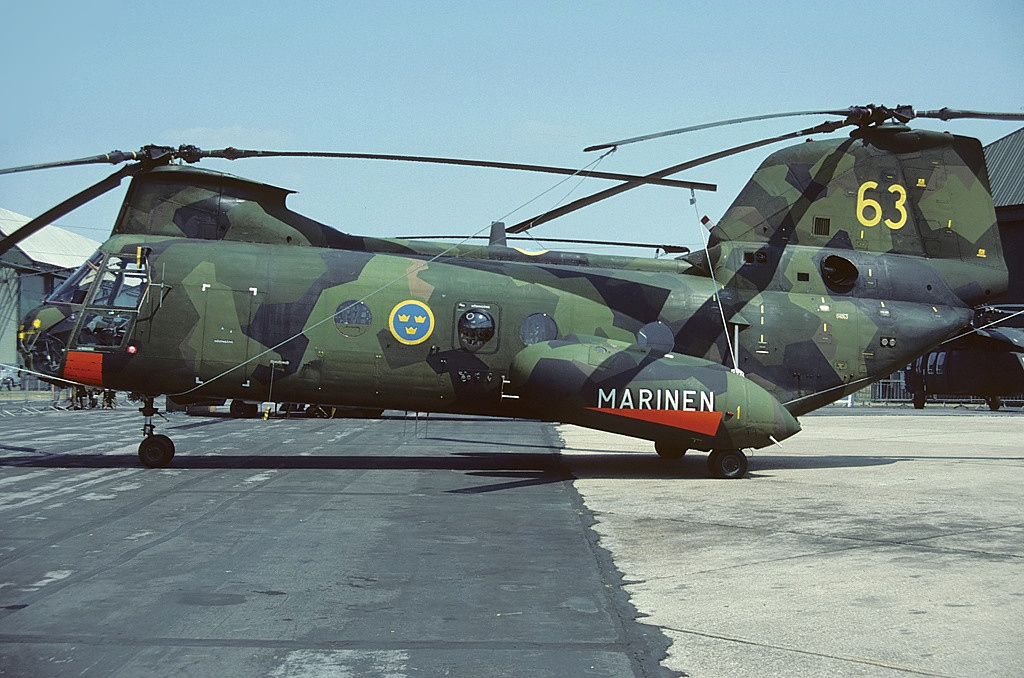
Marinflygets Hkp 4B

- Marinstaben, Stockholms garnison
  - 11. helikopterdivisionen, på Berga helikopterflygplats, med Hkp 4B/C och Hkp 6B.
  - 12. helikopterdivisionen, på Säve flygbas, med Hkp 4B/C och Hkp 6B.
  - 13. helikopterdivisionen, på Kallinge flygbas, med Hkp 4B/C, Hkp 6B, och Tp 89.

År 1989 bestod Marinflygets flotta av:
- 10x Hkp 4B/C – ubåtsjakts- och räddningshelikopter
- 10x Hkp 6B – lätt transport- och ubåtsjaktshelikopter
- 1x Tp 89 – ubåtsjakts- och transportflygplan

### Hemvärnet
Hemvärnet försåg lokalförsvaret med förband och soldater, vanligen bestående av personer, som på grund av ålders- eller andra skäl ej längre är värnpliktiga. Hemvärnsförbanden stod under försvarsområdesbefälhavarens befäl och var i regel ett lätt infanteriförband. Men även andra förbandstyper förekom, som till exempel det marina hemvärnet, vilket bildades 1985. År 1985 fanns omkring 100.000 frivilliga soldater fördelade på 85 hemvärnsbataljoner. Hemvärnsförbandens viktigaste uppgift var att inför och under mobilisering bevaka de mobiliseringsförråd som fanns utspridda i landet. Till Hemvärnet ingick Driftvärnet, som hade till uppgift att skydda myndigheters eller företags egna anläggningar.

### Översättningar
Den här artikeln är helt eller delvis baserad på material från engelskspråkiga Wikipedia, Structure of the Swedish Armed Forces in 1989, 6 november 2016.